# Bocage
Pour les articles homonymes, voir Bocage (homonymie).

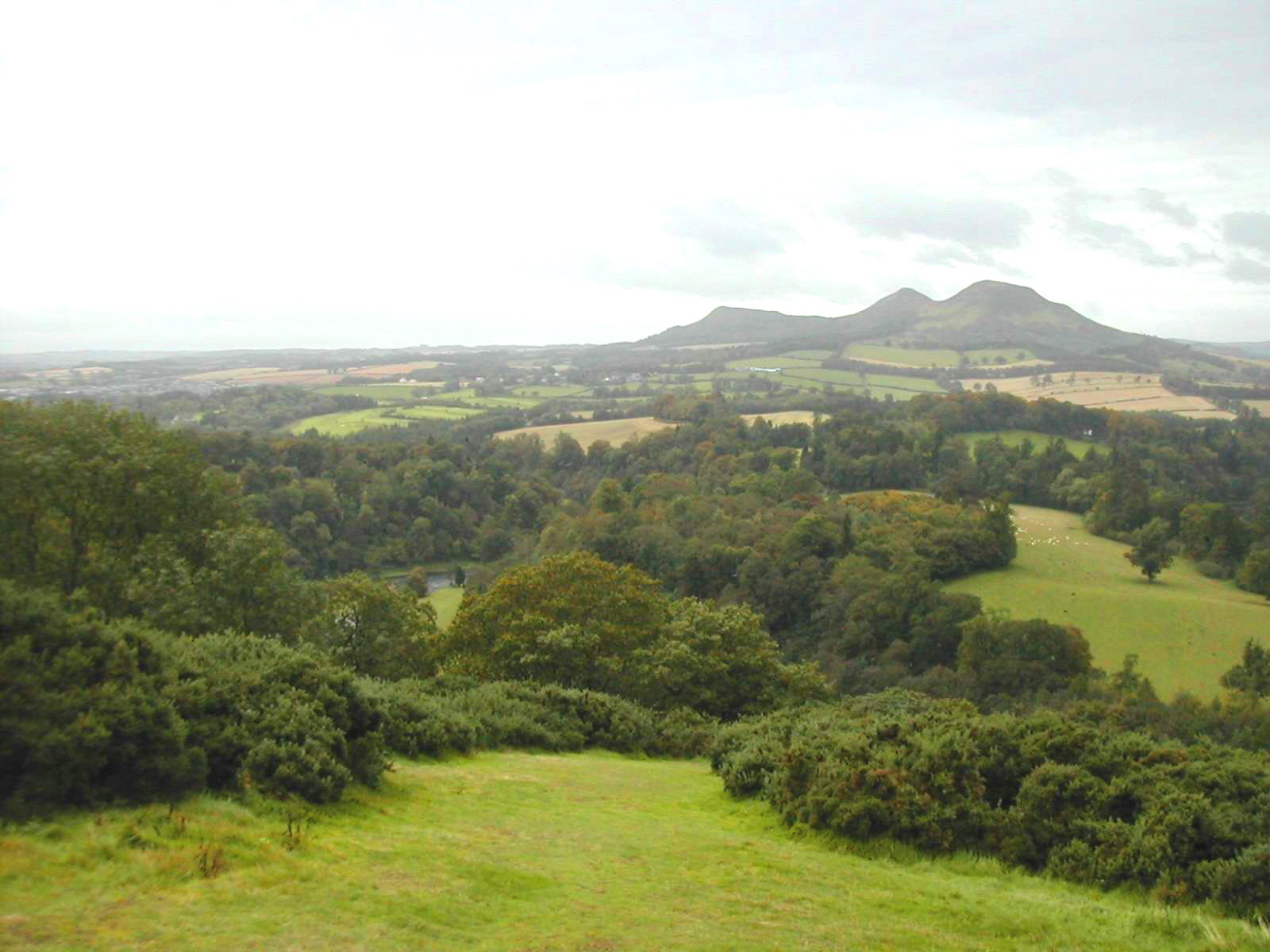
Un bocage mêlant haies larges (bandes arbustives), champs cultivés et prairies, Eildon Hill (Écosse).

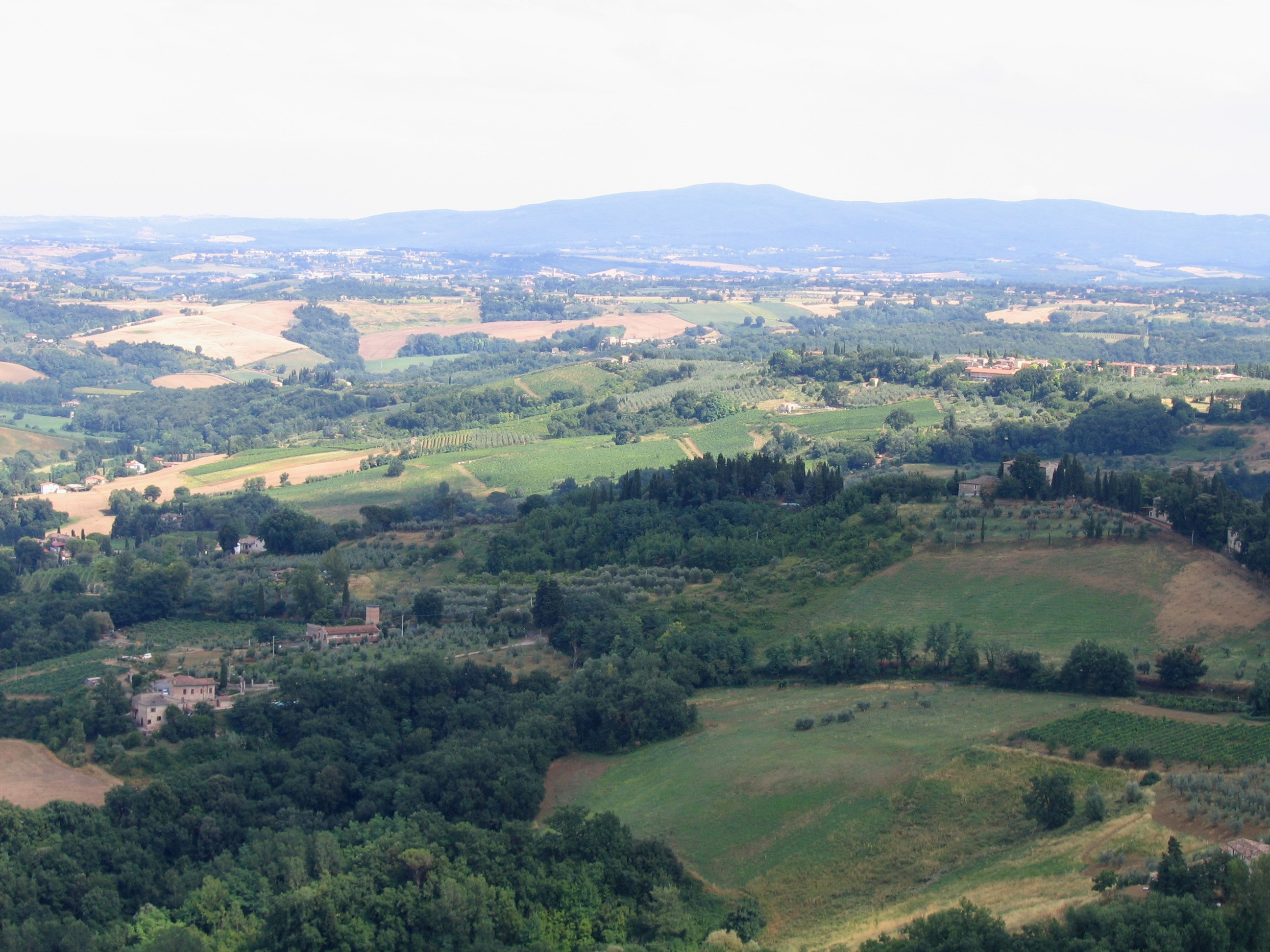
Un paysage bocager : terres cultivées et pâturages protégés par des haies brise-vent, Toscane (Italie).

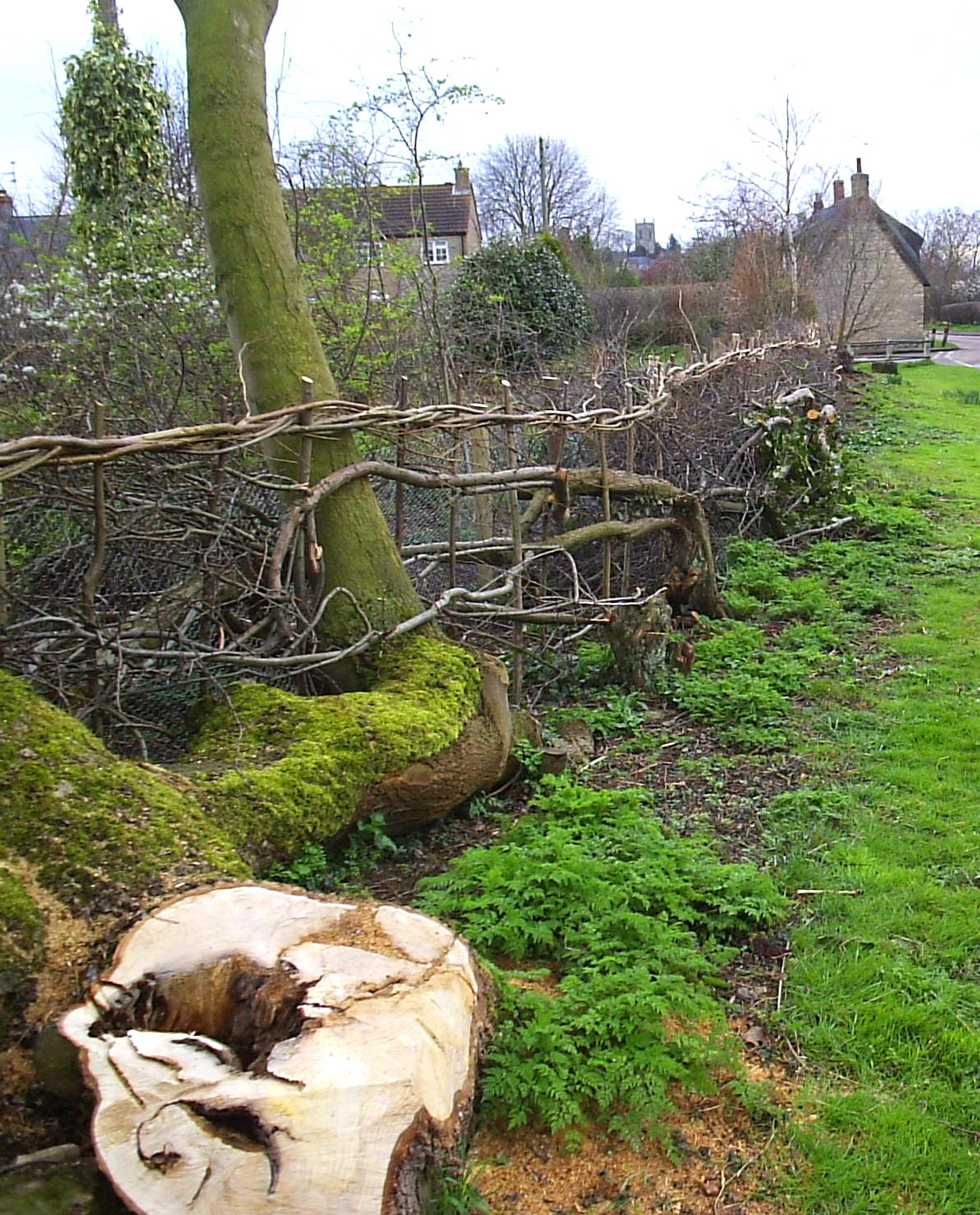
La haie plessée montre que le paysage bocager est le fruit de l'aménagement de l'espace rural par des générations d'agriculteurs (Angleterre).

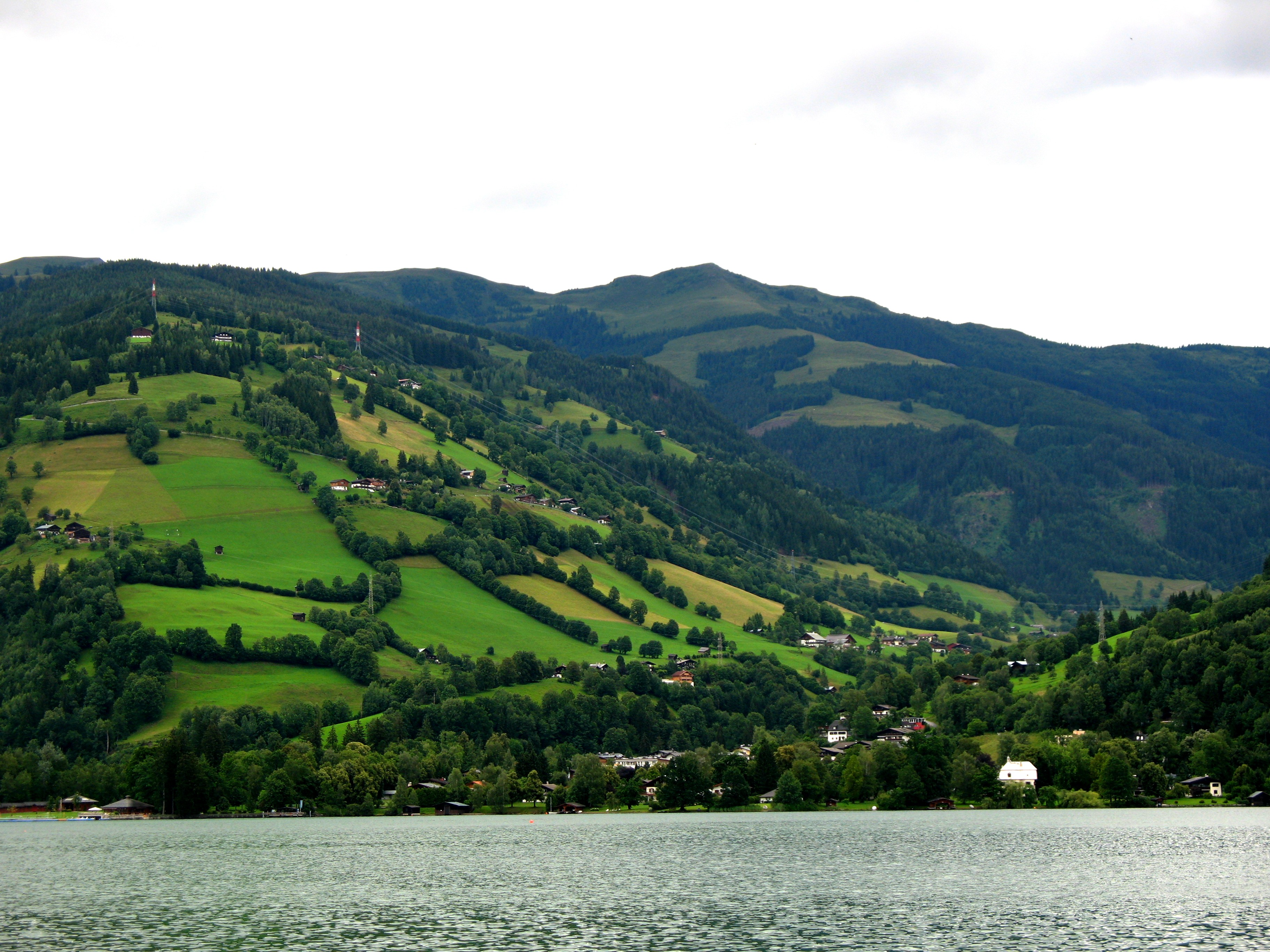
Une structure bocagère de montagne riche en haies ondulées (avec un linéaire de hauteur variable) et écopaysagèrement connectée aux boisements et à un rivage lacustre, bord du Zeller See (Autriche).

Un bocage est un paysage agraire constitué d'une mosaïque de champs cultivés et de prés enclos dans un réseau de haies généralement plantées à plat ou éventuellement sur des levées de terre appelées talus. Cette végétation haute de 1 à 20 mètres marque généralement les limites de parcelles qui sont de tailles inégales et de formes différentes. Paysage agraire identitaire, l'habitat bocager y est souvent dispersé sous forme de fermes et de hameaux. Des formes bocagères se sont développées sous différentes latitudes et époques au cours desquelles se sont succédé des phases de constructions, de stabilités et de démantèlements du bocage en fonction des contextes historiques (politique, démographique, économique) et du progrès de l'agriculture.
La bocagisation est la transformation systématique d'un paysage agraire par embocagement (constitution d'un réseau maillé de haies). On appelle débocagisation les phases de destruction de bocages ; à l'inverse, pour les reconstructions ou rénovations de bocages, on parle de rebocagement.
Historiquement, si des formes de bocage ont pu apparaître dès l'âge de bronze, le bocage tel qu'on le connaît en Europe de l'Ouest s'est mis en place à la suite des phases de défrichements du Moyen Âge pour la création de cultures en joualles, l'établissement de vergers-potagers de monastères et la formation de jardins de « simples » et herbes à pot d'abbayes. La mise en place du paysage bocager s'est achevée aux époques suivantes et jusqu'au XVIIIe siècle pour quelques régions. À son apogée, le bocage occupait une large part de la façade atlantique européenne et était également présent à l'intérieur de certaines terres. C’est depuis le début du XXe siècle et surtout après la Seconde Guerre mondiale que le bocage a fortement régressé dans toute l'Europe, notamment dans le cadre de politiques nationales ou européennes de remembrement.
De nos jours, le bocage est encore présent de manière notable en Autriche, Belgique (dans le Pays de Herve), Italie, dans le Nord-Ouest du Royaume-Uni, en Espagne et au Portugal. En France, il est existant dans le Grand ouest (dans certaines parties de la Normandie, de la Bretagne, du Maine et du Poitou historique), et aussi dans le Berry, le Massif central (Auvergne, Morvan, Charolais, Brionnais) et même dans le Nord de la France (Avesnois, Boulonnais, Vimeu) et les Alpes (Champsaur).
Lorsque le bocage est reconstitué ou de création récente, il est rendu compatible avec l'agriculture intensive ou industrielle et les engins agricoles de grande taille. Il peut être associé en agroforesterie à une exploitation de terres agricoles mais dans d'autres situations, le nouveau bocage (bocage moderne ou néobocage) peut être sans biodiversité, d'aspect géométrique, aseptisé et monospécifique (une seule espèce). Il n'est alors qu'une médiocre source de bois à bas prix pour la sylviculture intensive.
Pourtant le bocage est un constituant important du réseau écologique. Ses réseaux imbriqués de prairies, haies, talus et fossés sont autant d'éléments jouant un rôle de corridors biologiques.
Les haies de ce type de bocage protègent les sols et cultures, et représentent aussi une intéressante source de bois-énergie, à l'origine de nouvelle filière économique locale.

## Étymologie

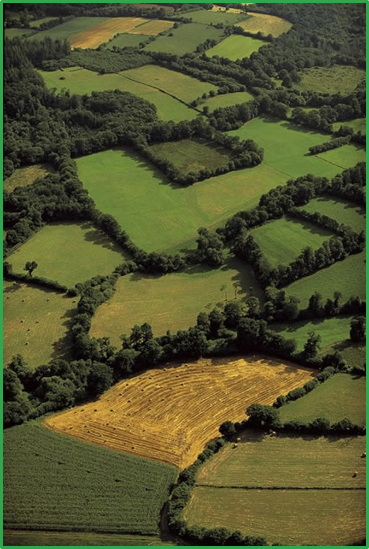
Au ras du sol, les haies referment les perspectives sur le paysage bocager mais vu du ciel, le maillage bocager évoque les mailles d'un tissu posé sur terre.

La forme bo(s)cage est un emprunt au normand et a supplanté l'ancien français boschage, il s'agit d'un dérivé du normand bosc « bois » à l'aide du suffixe -age cf. bosc. Il procède du germanique bŏsk- (bas latin boscus) qui a aussi donné les termes français bois cf. bois et bosquet (forme empruntée à l'occitan, elle-même issue du français).
D'un point de vue sémantique, il est nécessaire d'établir une distinction entre le sens ancien et le sens actuel. En effet, l'étymologie prête à confusion puisque le bocage désigne désormais une construction humaine et ne naît pas de la forêt.
L’ancien terme boscage ou bocage a longtemps désigné un petit bois, plutôt qu'un réseau de haies (Auia virgulta évoque le bocage où l'on ne peut passer). Au XIIe siècle, le poète Wace distingue les habitants des bois et ceux des plaines Li païsan et li vilain, Cil del boscage et cil del plain [de la plaine]. Au XIIIe siècle, le bocage évoque encore un milieu sauvage : près de lui estoit [le loup] es boscages, Si li a fait sovent anui la rose (Ren. 7398) ; Si n'ai mès cure d'ermitages ; J'ai laissié desers et bocages (11906) ;  Cil de Chartrouse sont bien sage ; Car il ont lessié le bochage Por aprochier la bone vile (RUTEB., 167).
Le mot s’est écrit boucaige aux XVe et XVIe siècles. (Palsgrave note qu'on le prononçait boquaige).
Selon le premier Dictionnaire de l'Académie française (1694), le mot bocage a les mesmes significations que Bosquet. Le  Dictionnaire critique de la langue française (Marseille, Mossy 1787-1788) précise que le mot, comme l’adjectif bocager, -ère désigne un petit bois et qu’il n'est d'usage qu'en Poésie, non plus que bocager  (loueroit comme toi les Nymphes bocagères  (Gresset).
Le mot n'est plus à la mode à Paris ; l’Académie précise que bocager vieillit : c'est que le genre de poésie où il étoit employé, est assez hors de mode. Cependant, dans une pastorale, un poète s'en servirait sans scrupule, et l'on ne lui en ferait pas un crime. Au XVIIIe siècle, le dictionnaire lui donne une connotation plus positive, bucolique : un petit bois, ou lieu ombragé et pittoresque ; À l'ombre d'un bocage. Dans le bocage. Vert bocage. Bocage frais, agréable, délicieux (Dictionnaire de L'Académie française, 6e édition (1832-5).
Pour la 8e édition du Dictionnaire de l'Académie française (1932-5), le terme bocage garde le même sens et s'emploie surtout en poésie.
Les notions contemporaines de « maille bocagère », « maillage bocager » ou « réseau maillé de haies » (succession de haies, talus et bosquets plus ou moins connectés les uns avec les autres, ce maillage pouvant être modifié par élargissement ou au contraire rétrécissement des mailles) n'ont finalement été largement diffusées que dans les années 1960-1980, essentiellement par les géographes, au moment de la régression rapide du bocage détruit par les remembrements et l’urbanisation, via les alertes des milieux scientifiques et de la protection de l’environnement.

## Présentation

### Bocage français

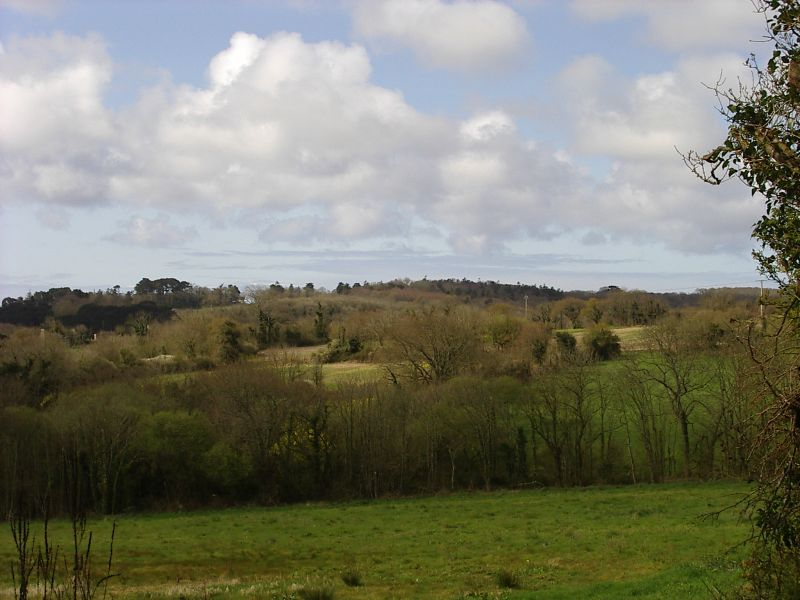
La Bretagne est réputée posséder le bocage le plus ancien de France. Il remonterait au XIe siècle (haies attestées dans le cartulaire de Redon) mais la région n'est pas encore un pays bocager au XIVe siècle, la première vague d'embocagement, fondé sur le développement de la haie à base de chênes, se situant au XVe siècle.

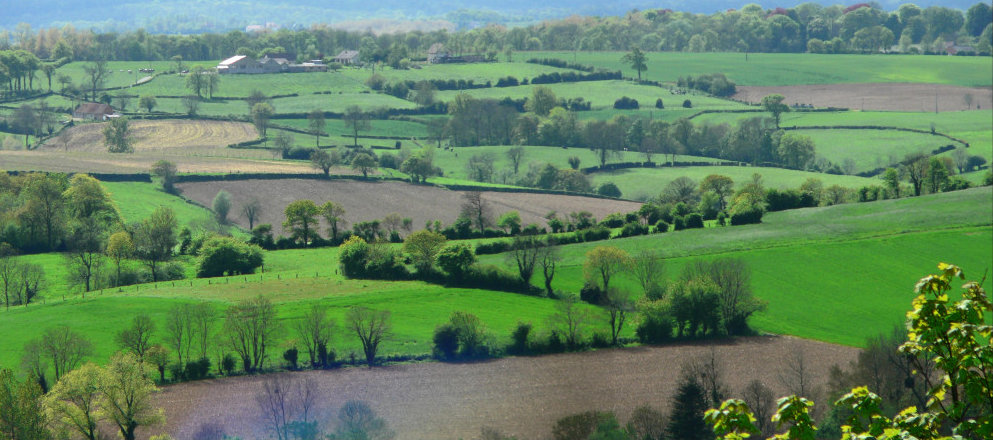
Le bocage du Boulonnais, Nord de la France

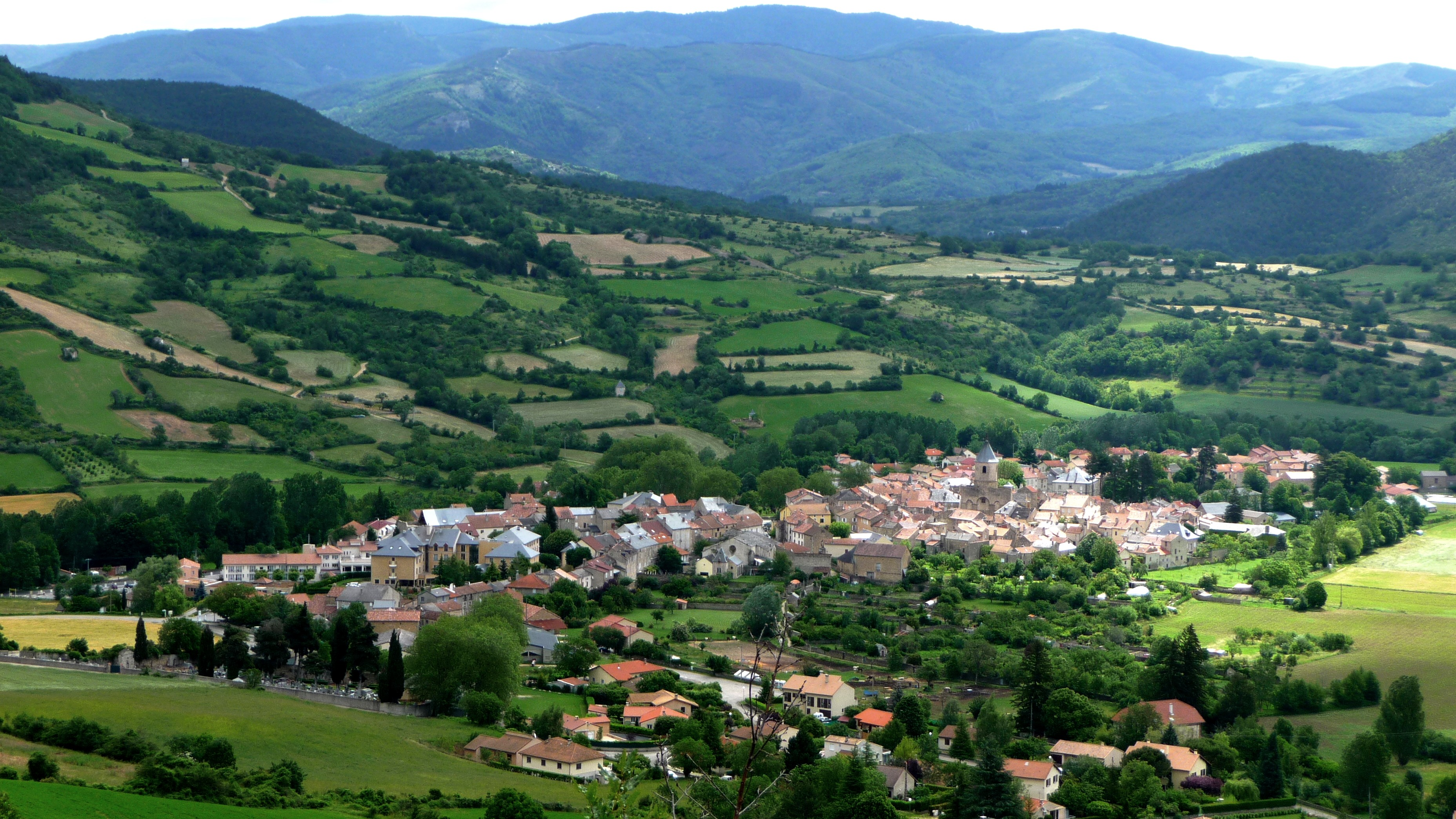
Dans le Sud de la France : une structure bocagère du Massif central (Aveyron)

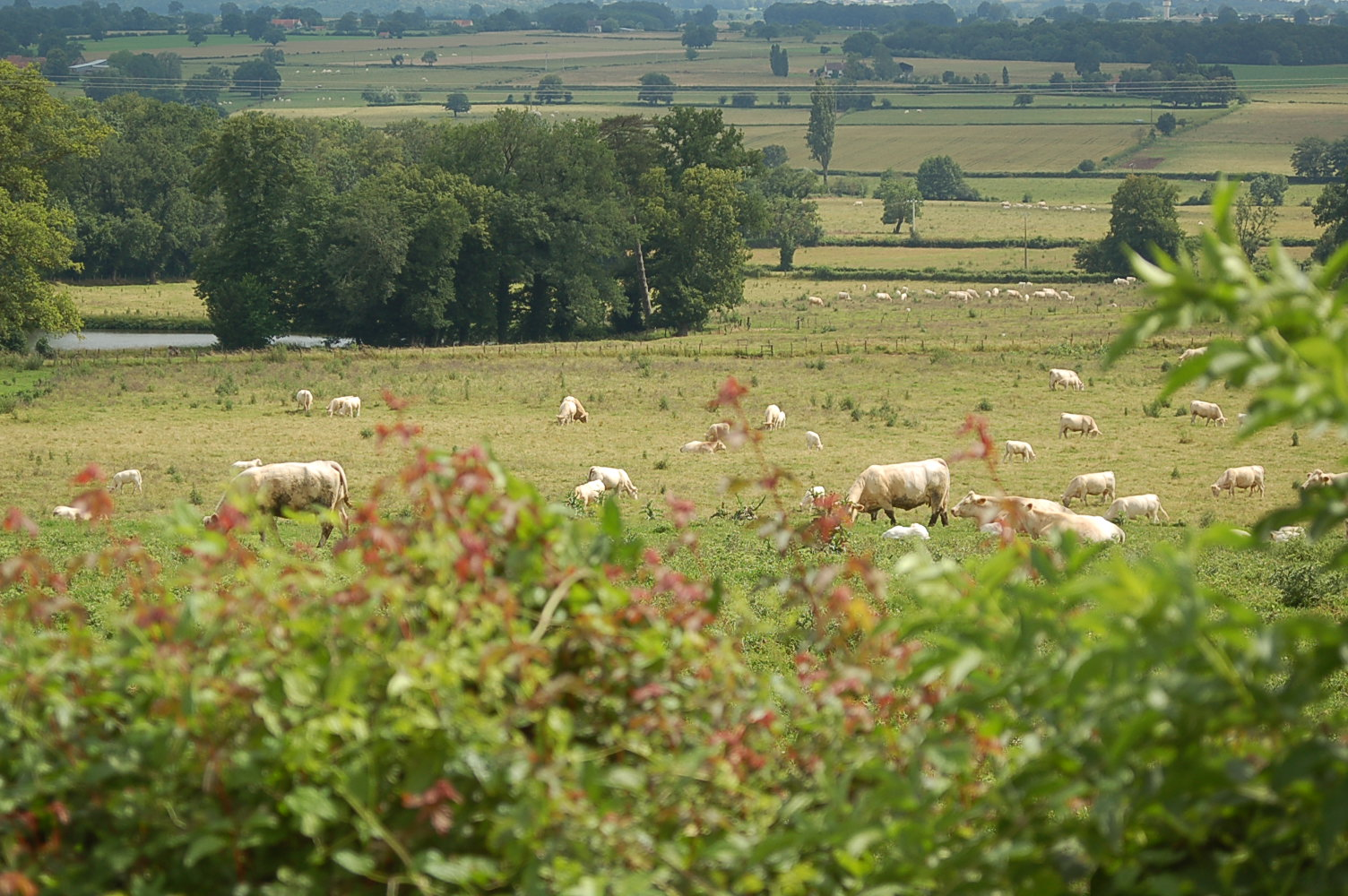
Bocage du Berry, commune de Coust (Cher)

- Les bocages et semi-bocages du Massif Central. En Limousin, le bocage est dense dans le secteur de Gouzon, en Creuse et sur le plateau limousin, dans le sud de la Haute-Vienne ainsi qu'en Charente limousine (Confolentais)[12], le semi-bocage déborde dans le Monmorillonais en Vienne (Availles-Limouzine par exemple). Les bocages charolais et brionnais (département de Saône-et-Loire) en sont une composante des plus anciennes, datant du XVIIIe siècle[13].
- Le bocage bourguignon (hors charolais-brionnais) est plus récent. Sa mise en place qui correspond à la spécialisation bovine de la région et au développement de la race charolaise, à la base cantonné à la seule région du même nom (sud-ouest de la Bourgogne), date du XIXe siècle. C'est un bocage géométrique, qui rappelle celui de Thiérache et de l'Avesnois, mais dont les haies sont plus riches, faites de divers épineux (notamment prunelier et aubépine), de sureaux et de noisetiers. On le trouve encore sous cette forme au nord de l’Auvergne (Allier), avec le Bocage bourbonnais, mais aussi dans la Loire et la Haute-Loire. Il déborde jusqu’au nord-est de la Bourgogne  par la Puisaye et (Côte-d’Or) attenante. On trouve encore du bocage en Combrailles, en Aveyron, dans le Haut-Forez …
- Le bocage de l'Avesnois dans le Nord de la France a été essentiellement reconstitué au XIXe siècle, avec une diversité génétique, des aubépines notamment plus pauvre pour cette raison. Les haies - composées majoritairement de saules têtards et d'aubépines[14] -  y sont souvent plus basses, étroites, régulières et homogènes que dans les autres bocages français. Les haies ont presque disparu entre Maubeuge et la Haie d'Avesnes, mais elles subsistent plus au Sud ; de la Haie d'Avesnes à la Thiérache. Cette région aujourd'hui classée parc naturel régional a été au XIXe siècle très productrice de pommes, mais de nombreux pommiers ont été arrachés au début du XXe siècle.
- Le bocage berrichon n'est plus voué à la disparition, les champs séparés par des bouchures (en berrichon, tourangeau), haies devant leur appellation à leur entretien (palisser), jadis effectué à la main, on bouchait les éventuels trous en pliant de jeunes arbres, d'où leur nom.
- Le bocage bressuirais, le bocage vendéen et les Mauges couvrent une partie importante du Nord-Ouest des Deux-Sèvres, du Nord de la Vendée et du Sud du Maine-et-Loire. Ils ont constitué le bastion des guerres de Vendée. Avec la Gâtine de Parthenay ce sont des pays de chemins creux, boisés, assez vallonnés et maillés de haies (les palisses en poitevin)[15]. Des actions sont engagées pour préserver, voire replanter les haies bocagères, réapprendre le plessage mais le maillage devient toujours plus lâche[16].
- Les bocages du pays de Bray (Normandie intérieure) et du Boulonnais. Ce dernier, constitué après les défrichements du Moyen Âge, a conservé plus d'un millier de mares qui sont des éléments supplémentaires de biodiversité en favorisant l'épanouissement d'une faune et d'une flore spécifique : (batraciens, iris, menthe aquatique…).
- Bocage de Thiérache, dont les premiers noyaux datent du XIVe siècle, dans une région où les paysans sont frondeurs et portés à l'individualisme agraire. Ils se sont étoffés aussi, à la suite de la suppression des contraintes collectives et avec le développement de l'élevage laitier, aux XVIIIe et XIXe siècles. Ils ont aussi subi des remembrements.
- Le bocage basque est constitué de prairies (sohro) ceintes de haies vives tressées (zerralia).

#### Bocages à rôles historiques
Les bocages de l'Ouest (Normandie, Bretagne, Maine, Vendée) et du Massif central (Limousin …) se sont essentiellement développés au cours du Moyen Âge, la région ouest n'ayant pas connu la pénétration des systèmes d'assolement que l'on rencontre dans les openfield de l'Est. Les haies ont été systématisées de façon à se soustraire aux servitudes collectives et féodales autant que possible de la même façon que les renclôtures se sont développées en Angleterre. Ces bocages se sont encore étoffés aux XVIIIe et XIXe siècles, puis ont finalement subi les remembrements au XXe siècle.
- Les Bocages breton et vendéen se sont illustrés dans l'histoire de la chouannerie  et des guerres de Vendée en France. Les Chouans et l'armée royaliste s'y sont longtemps protégés des armées républicaines[15].
- Le Bocage normand a été le théâtre de combats entre les armées allemandes et alliées à la suite du débarquement, pendant la Seconde Guerre mondiale (bataille de Normandie). Le réseau des haies, talus et fossés du Bocage normand ont rendu le passage des chars plus difficile et ont multiplié les possibilités de se cacher, pour les deux camps.

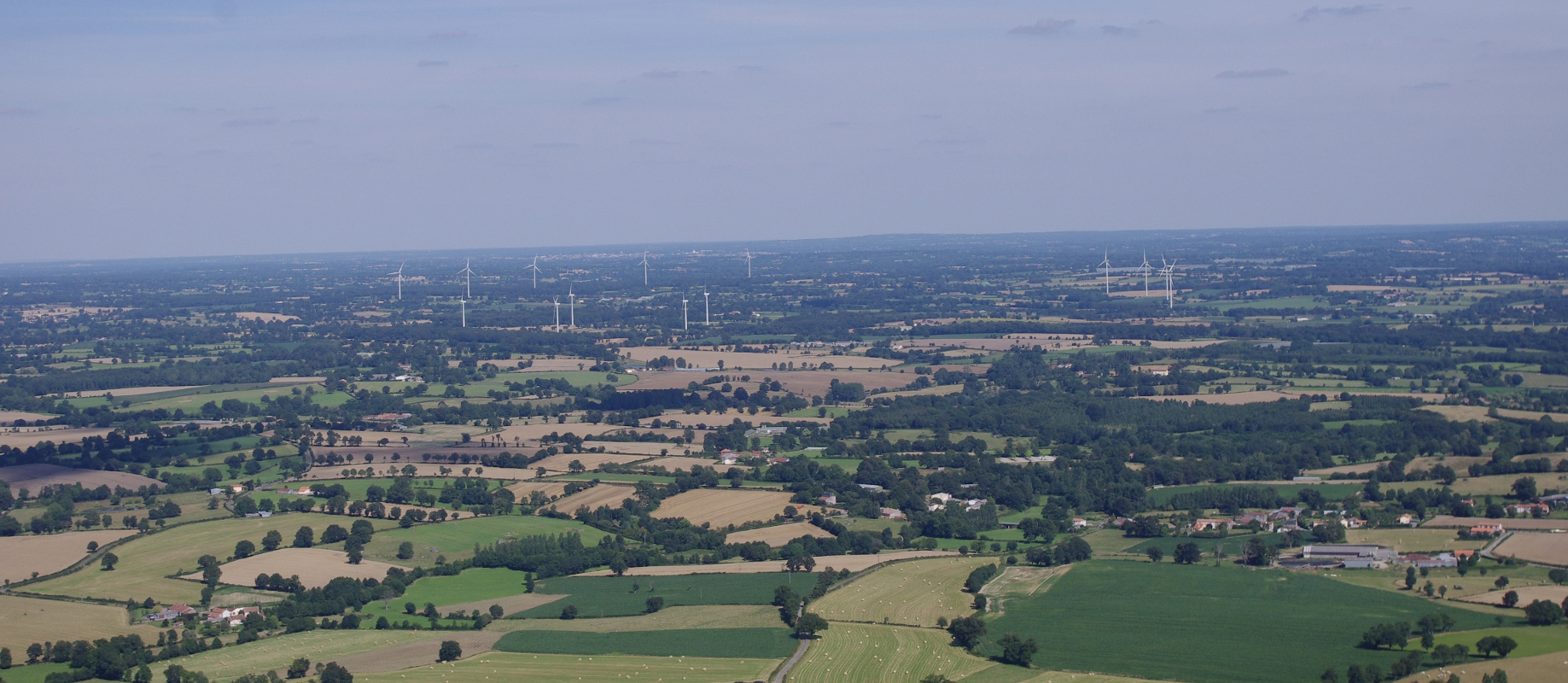
La Gâtine de Parthenay autour de Neuvy-Bouin en 2012. Le bocage y était très dense avant les années 1970.

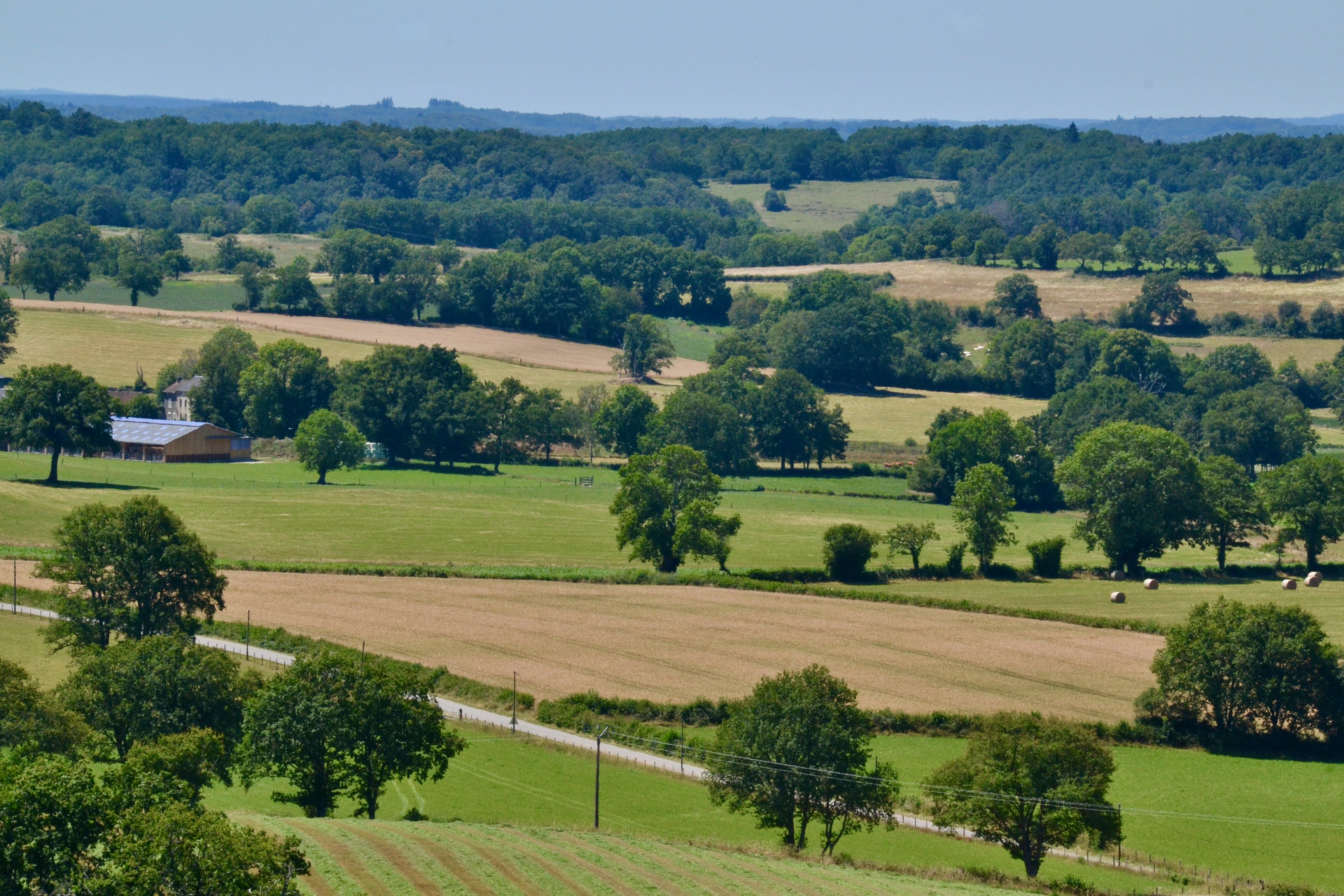
Bocage dégradé à Sermur (Combrailles).

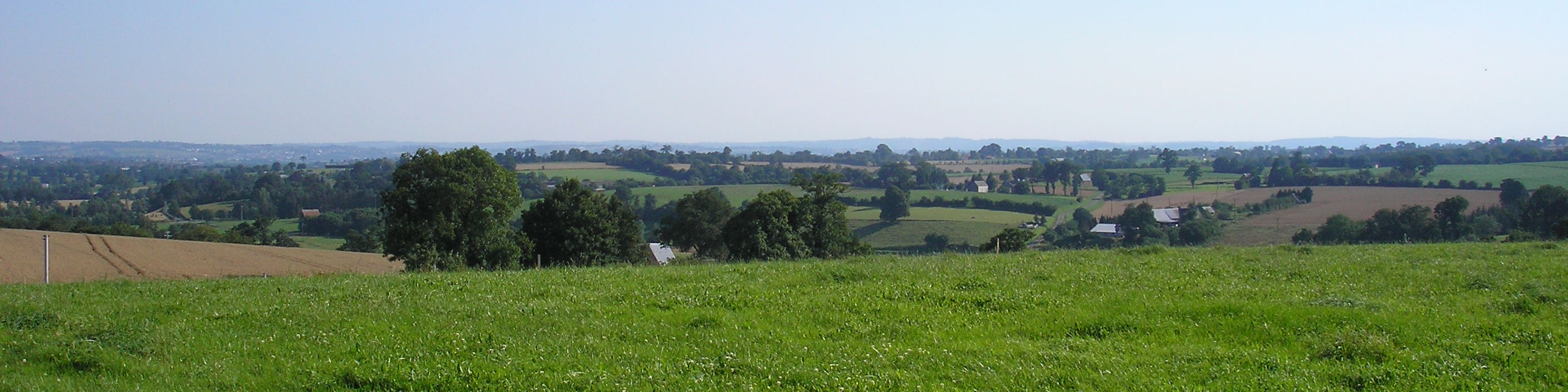
Paysage actuel du bocage virois (Normandie).

#### Bocage belge

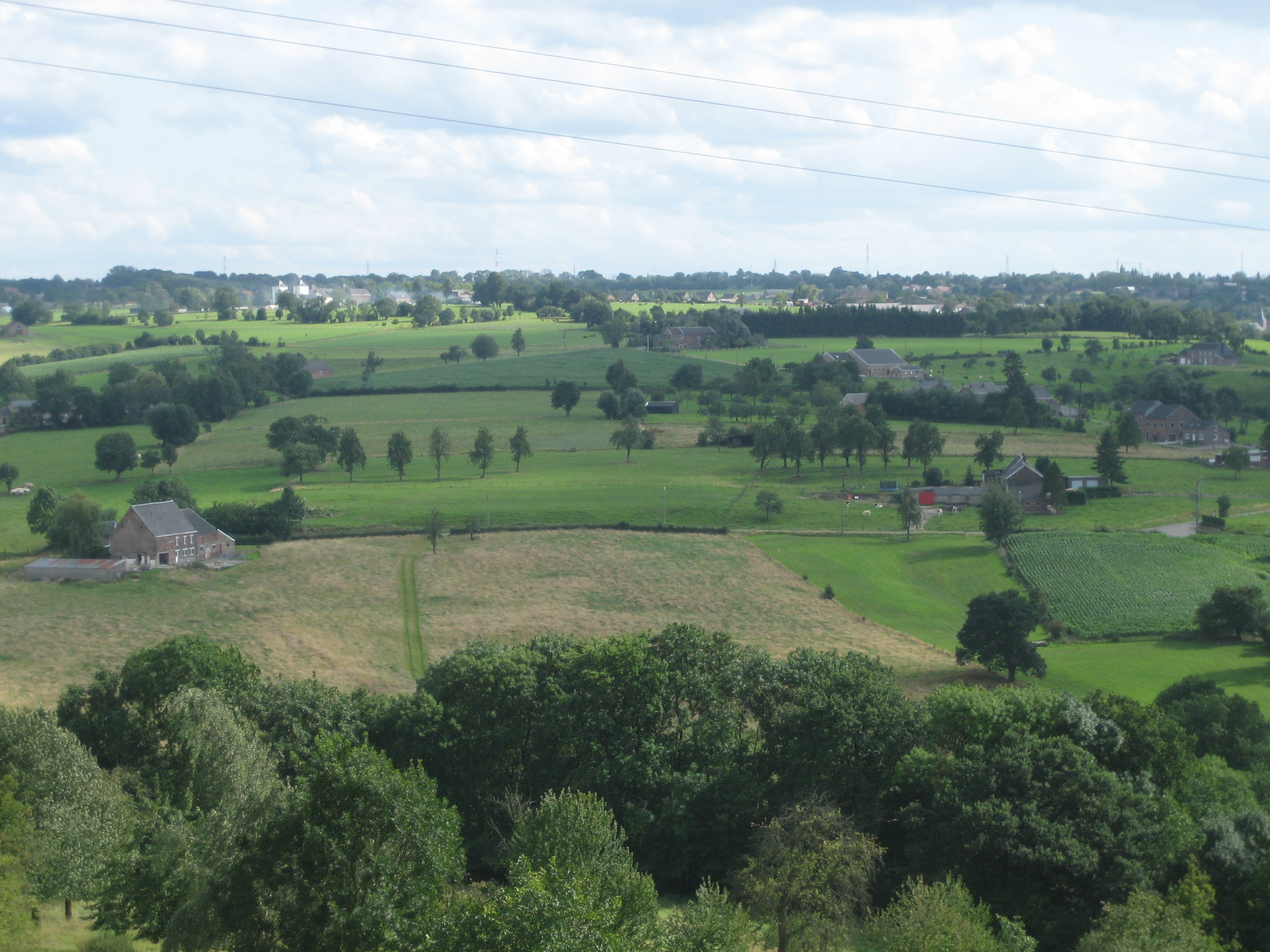
Bocage du Pays de Herve.

Dans l'Antiquité, César signale (dans sa Guerre des Gaules) des haies bien maintenues sur le territoire des Nerviens (dans l'Est de l'actuelle Belgique). Une région du Brabant située à l'est de Louvain s'appelle encore de nos jours le Hageland : « le pays des haies ».
Le Pays de Herve : un paysage de bocage persiste en Belgique dans le pays de Herve ou plateau de Herve. Cette région vallonnée, d'environ 450 km2, se trouve dans la sous-région agro-géographique de l'Entre-Vesdre-et-Meuse, à l'est de la Province de Liège. Elle est caractérisée par l'omniprésence des prés, prairies, vergers, souvent entourés de haies, mares. La dispersion de l'habitat y est totale : les villages regroupent les fonctions collectives mais les fermes sont dispersées à travers tout le finage, ce qui est rendu possible par la présence d'innombrables points d'eau. En raison de l'urbanisation croissante et de l'industrialisation de l'agriculture et de l'élevage, ce paysage est aujourd'hui dégradé.
Autrefois région de culture céréalière, le pays de Herve s'est reconverti en zone herbagère et laitière au XVIe siècle.
À cette époque en effet, la région était isolée du reste de son territoire politique par la Principauté de Liège. Pour éviter de payer les taxes sur les céréales imposées par cette dernière, l'Entre-Vesdre-et-Meuse s'est reconverti dans l'élevage et l'arboriculture. Après cette reconversion, le Pays de Herve n’avait presque plus de forêts. Mais, les fermiers disposaient pourtant de bois de chauffage, car une partie de leurs haies, entourant prairies et vergers, comportaient des arbres (frêne, charme, chêne, saule…) taillés en têtard. Ils disposaient ainsi d’une source renouvelable de bois-énergie.
Dès 1970, la débocagisation est en marche en Belgique : les obligations de l'éradication du feu bactérien et l'arrachage encouragé par la Commission des Communautés Européennes ont quasi définitivement dégradé le bocage hervien. Les basses tiges sont encore présentes sur les seules terrasses mosanes.

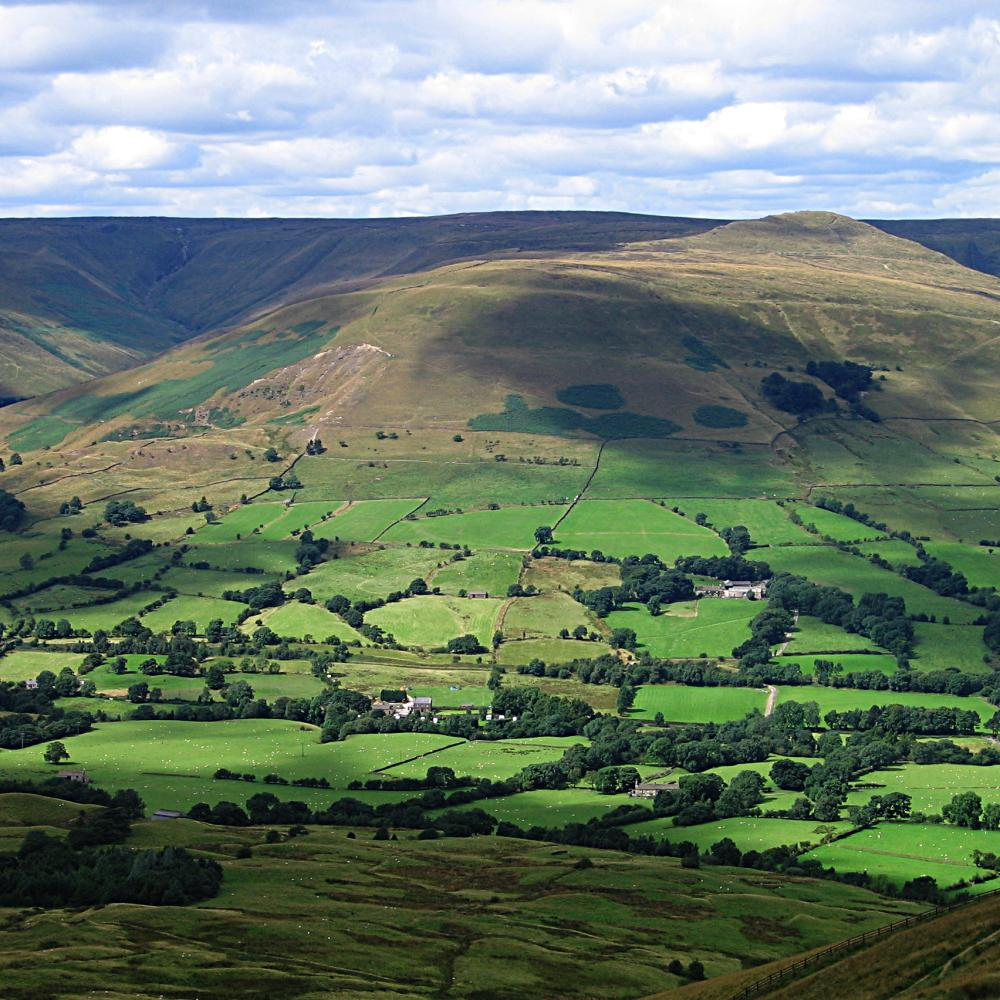
Bocage anglais (Edale valley, Peak District, Royaume-Uni)

#### Bocage anglais, un cas particulier
Au Sud-Est de l'Angleterre, sur un sol sédimentaire poreux où, en principe, les haies présentent moins d'intérêt, s'est implanté un bocage résultant du mouvement des enclosures.
L'Angleterre ayant développé au XVIIe siècle une politique maritime ambitieuse, elle se mit à importer le blé russe, moins cher que le blé anglais. L'enclosure favorisa l'élevage de moutons et limita la production céréalière anglaise.
Parmi les conséquences de cette politique, l'exode rural fut amplifié et la révolution industrielle accélérée, les ouvriers agricoles désormais en surnombre migrant en masse vers les villes pour travailler dans les usines.

## Haie bocagère

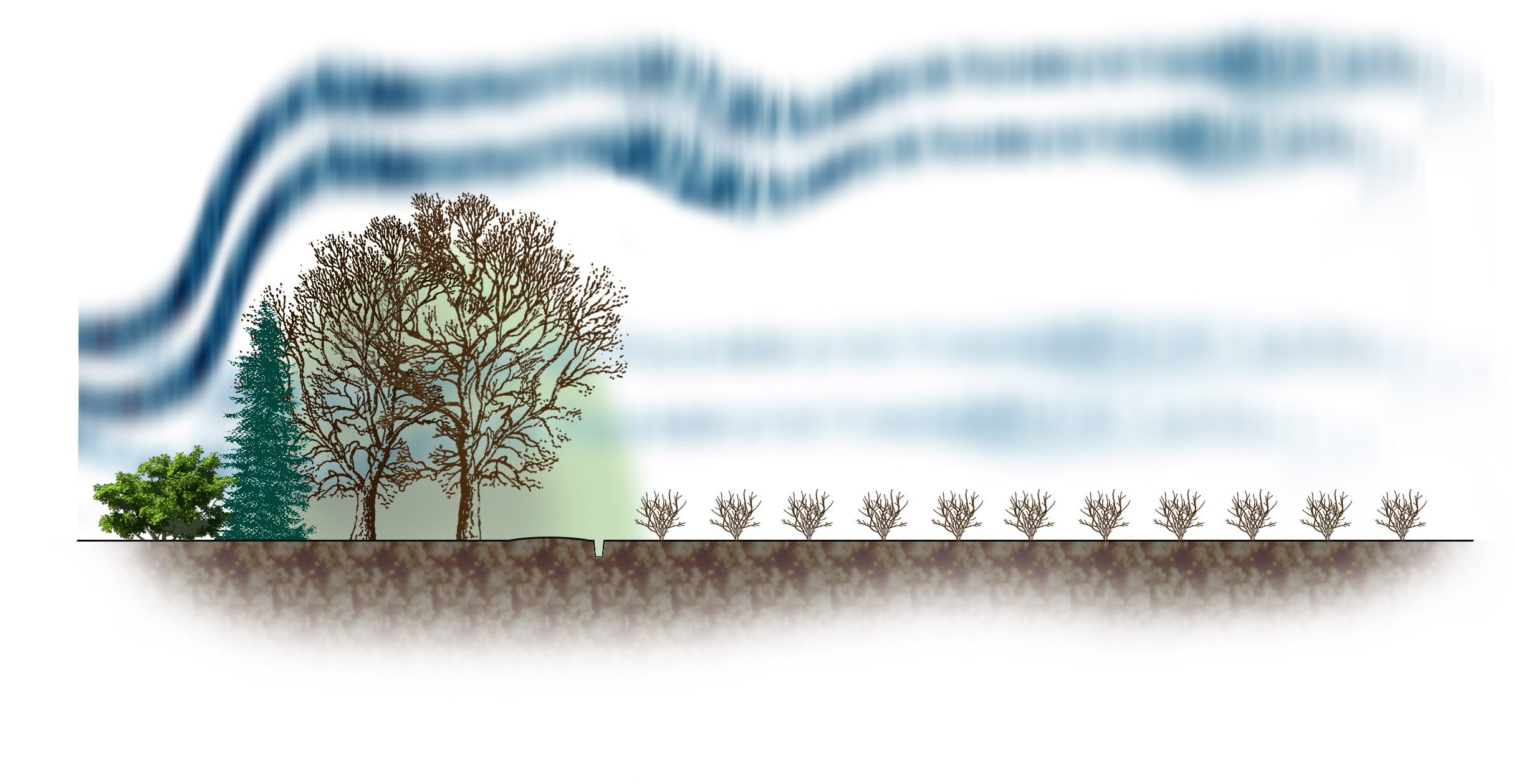
Représentation schématique des effets (brise-vent) et (ombre/ensoleillement, humidité, température) d'une haie.

La haie bocagère est définie à l’IGN comme étant une formation pluristratifiée linéaire et arborée « comportant des arbres sur au moins 25 mètres de long, sans interruption de plus de 20 mètres, sur une largeur inférieure à 20 mètres et d’une hauteur potentielle supérieure à 1,30 mètre ». Elle est fréquemment édifiée sur un talus de quelque centimètres à un mètre de hauteur. Le talus est souvent constitué de débris provenant de l'épierrage des champs ou de creusement de fossé.
L'inventaire botanique et la classification de ces haies permet de présenter la typologie suivante : alignement (haie monostratifiée constituée uniquement d'arbres proches), haies de hauts jets (haies à une strate ou multi-strates d'arbres issus de semis, de plantation ou de balivage, destinés à produire du bois d’œuvre), haies de cépées, haies de têtards (étêtage à une hauteur comprise entre 2 et 4 mètres, pour former des cépées perchées), autres haies (haies arbustives à une strate ou haies taillées inférieures à 2 mètres de hauteur). Une autre typologie distingue la haie basse (plantation, taillis, haie arbustive) et la haie arborée (régulière : futaie à houppiers libres, futaie d’émondes ; irrégulière : taillis sous futaie, futaie « jardinée »).
Les haies bocagères peuvent être hautes ou basses, continues ou discontinues, composées d'espèces buissonnantes, d'arbustes, de cépées, d'arbres têtards et d'arbres de haut jet. « Les paramètres comme la largeur, la hauteur, le nombre de strates d'une haie influent aussi bien sur la qualité des habitats de la haie (microclimat, abri...) que sur la quantité d'habitats disponibles (volume de végétation, hétérogénéité...), ou la qualité et la quantité des ressources disponibles. »
Les principaux modes de traitement sont le buisson linéaire (formé d'arbustes bas comme ajoncs, genêts, etc.), le taillis linéaire (composé d'arbustes et de rejets de souche et dont la hauteur dépend de la durée de la rotation), le taillis sous futaie linéaire (à trois strates : taillis, baliveaux, arbres de haut jet), enfin la futaie linéaire (constituée de baliveaux et d'arbres de haut jet).
Pour l'agriculteur, les haies bocagères ont des avantages (anti-érosif, microclimatique, brise-vent, clôture, sources de revenus secondaires avec le bois, etc.), et des inconvénients (obstacle aux engins agricoles à taille toujours croissante, perte de surface, perte de rendement, coût d'entretien des talus éliminé par arasement).

## Évolutions historiques du bocage

### Mise en place
Le néolithique est considéré comme la période des débuts de l’agriculture : un climat plus clément ainsi que la diminution vraisemblable des ressources de la chasse et de la cueillette, amènent progressivement les populations à se fixer et à entreprendre la domestication d’espèces végétales et animales. Les haies, qu’elles soient végétales ou minérales existent certainement déjà à cette époque dans un but de clore, délimiter un espace, se protéger, voire nourrir. S'il est difficile de généraliser l'emploi de haies avec des pratiques agricoles au néolithique, plusieurs sites archéologiques présentent une morphologie agraire et des vestiges rappelant l'existence locale d'un bocage, davantage lié à l'élevage qu'à la culture (l'archéozoologie sait distinguer les restes ostéologiques de bétail, l'archéobotanique détermine les essences de haie par la palynologie et les paléosemences par la carpologie, la micromorphologie des sols renseigne sur les pratiques agricoles, comme la fumure, l'étude dendrologique des charbons de bois permet de mettre en évidence la pratique du taillis).
Une bonne part de la Gaule rurale est caractérisée par un paysage d'openfield. Les pays à champs ouverts et allongés utilisent la charrue à roues qui permet de retourner le sol en profondeur. Dans certains cas toutefois, les archéologues mettent en évidence des sites fossoyés qui livrent des pans de paysage anciens de bocage matérialisés par des talus arasés et des fossés comblés, mais là encore il est souvent difficile de distinguer une haie de clôture et une haie bocagère. Après la conquête romaine, l'expansion des châtaigniers et des noyers sur les plateaux et dans les haies bocagères, issus de la Gaule du Sud, s'accompagne du développement des pratiques d'élevage et d'un système de polyculture associant aux céréales (seigle, sarrasin adaptés aux sols pauvres, humides et acides des bas pays), les chènevières (champs de chanvre, culture exigeante), l'arboriculture et la viticulture, tandis que l'intensification de l'agriculture est favorisée par la création de grandes villae gallo-romaines qui s'implantent généralement au centre des terres les plus fertiles.

### Moyen Âge et époque moderne

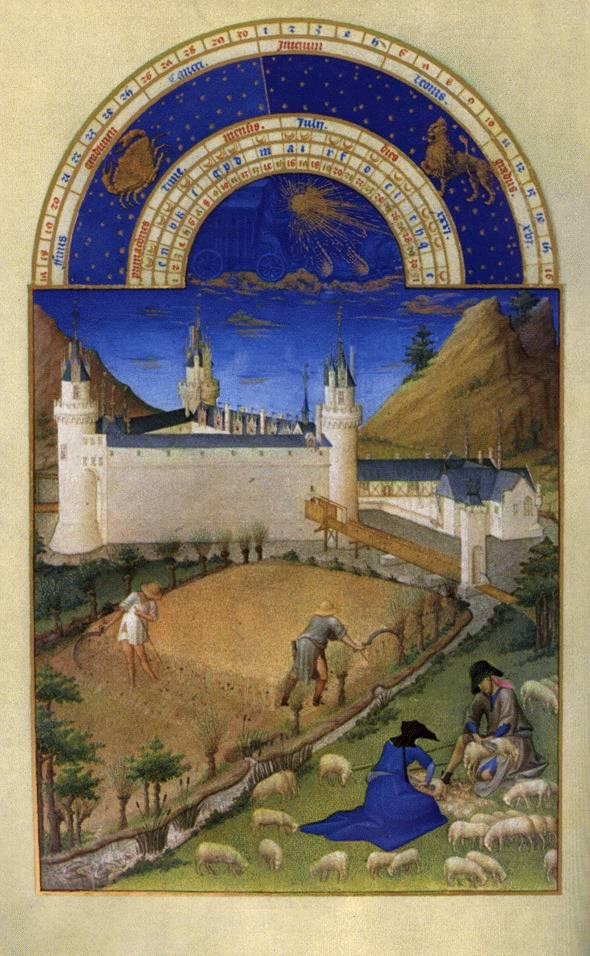
Au XV, les haies bocagères encadraient et protégeaient les cultures comme sur cette enluminure sur vélin;
Les Très Riches Heures du duc de Berry, entre 1412 et 1416.

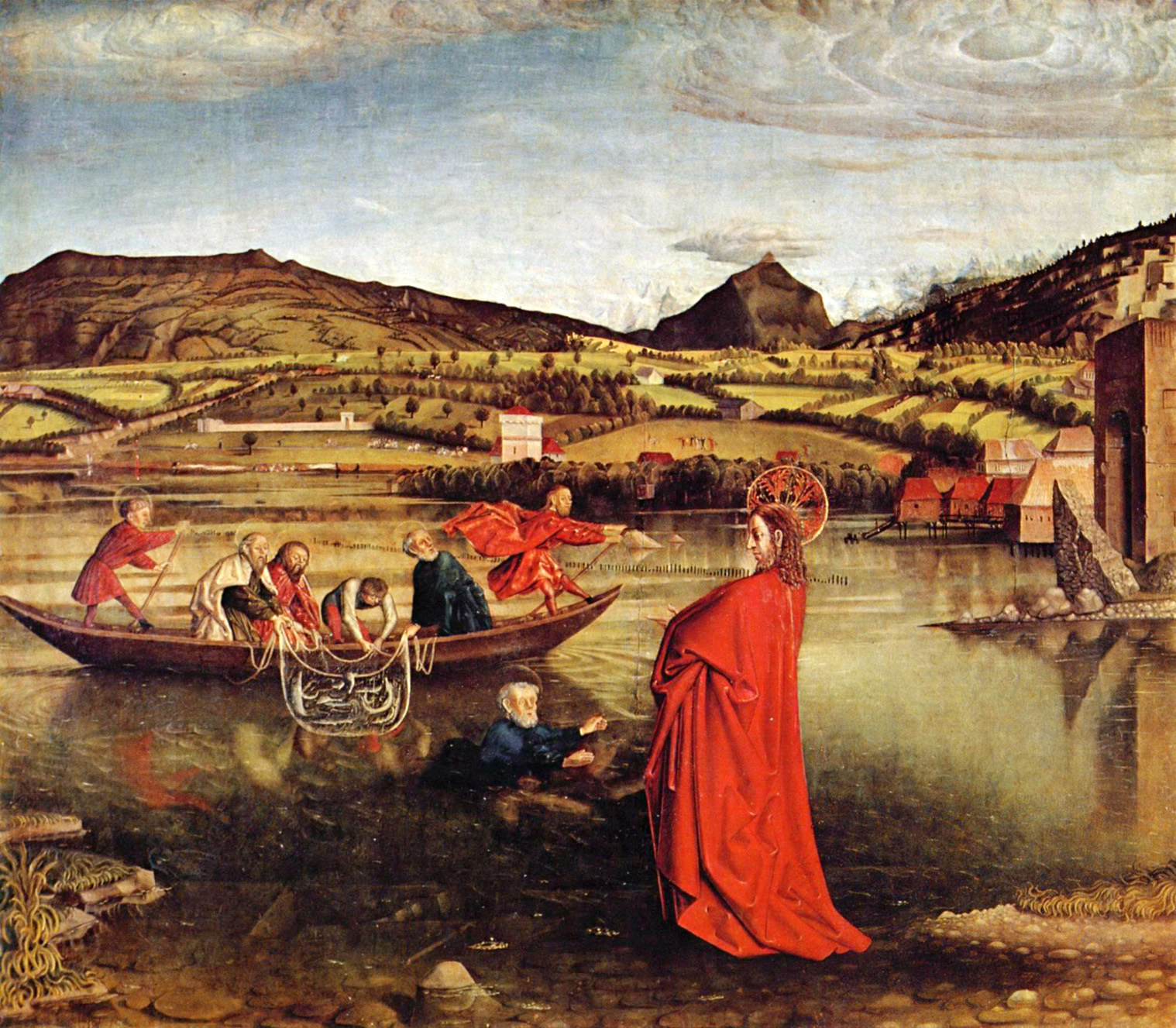
Paysage de bocage très ordonné du Genevois dans La Pêche miraculeuse de Witz (1444).

Au Moyen Âge, l'augmentation des besoins en céréales, qui constituent la base de l'alimentation humaine, entraîne de grands défrichements des forêts et des landes pour faire des terres arables, bordées en certains endroits par de larges bandes boisées. Après 1100, les seigneurs se montrent intéressés par la récupération ou le gain de terres et organisent eux-mêmes les opérations de défrichement ou les confie à un ordre monastique comme l'ordre de Citeaux. On commence donc à mettre en place des champs de petite taille, carrés, délimités par des enclos qui sont installés dans les parties médianes de collines, là où la terre est la plus riche, afin de la retenir, et dans le bas des vallées, où le sol est hydromorphe. À partir du moment où les défrichements permettent une activité rurale notable, se forme ainsi dans les pays un peu accidentés, à sol léger, et peu limoneux un « proto-bocage » qui correspond plus à des espaces mi-agricoles mi-forestiers, qu'un bocage organisé comme celui que décrivent les géographes contemporains.
À partir de 1400 environ, de nombreux domaines seigneuriaux, notamment ecclésiastiques, ne veulent plus exploiter eux-mêmes leur réserve et louent ces terres à bail en fermage ou en en métayage plutôt que de les inclure dans leur domaine censitaire dont le revenu diminue car le cens n'est pas réévaluable ; ces nouveaux exploitants, souvent d'origine bourgeoise ou noble, n'ont plus rien à voir avec les tenanciers féodaux, vilains ou serfs ; ils sont dispensés des droits seigneuriaux et communautaires, ils peuvent en particulier enclore (Histoire de l'agriculture#Organisation communautaire et poids des servitudes collectives et féodales) . Il se développe alors de grandes fermes souvent constituées de champs ouverts surtout dans le Nord-Est de la France et des métairies à bocage dans le Grand-Ouest et le Massif Central. Ce bocage forme un maillage très ordonné qui comprend de grandes parcelles intégrant parfois un grand logis voire un « château ».
Ainsi, la vision d'un paysage agricole dominé par les haies est erronée : la mise en place d’un « proto-bocage » au cours du millénaire médiéval n'est que très progressive. Si la délimitation du parcellaire pour protéger les cultures contre la divagation des animaux (vaine pâture) et la garde des animaux à l'intérieur de l'herbage est attestée dès l'époque carolingienne, le droit coutumier qui incitait à matérialiser les limites de sa propriété par une haie sera surtout appliqué à partir de la fin du XVIIIe siècle et au XIXe siècle marqués par le déploiement de la distribution des terres à la suite de la Révolution française, le développement de l'élevage et l'embocagement des communaux. Ainsi, « au Moyen Âge et à l'époque moderne, il s'agit moins d'enclore les terres agricoles… que de les « exclore » afin de les protéger des divagations du bétail ».

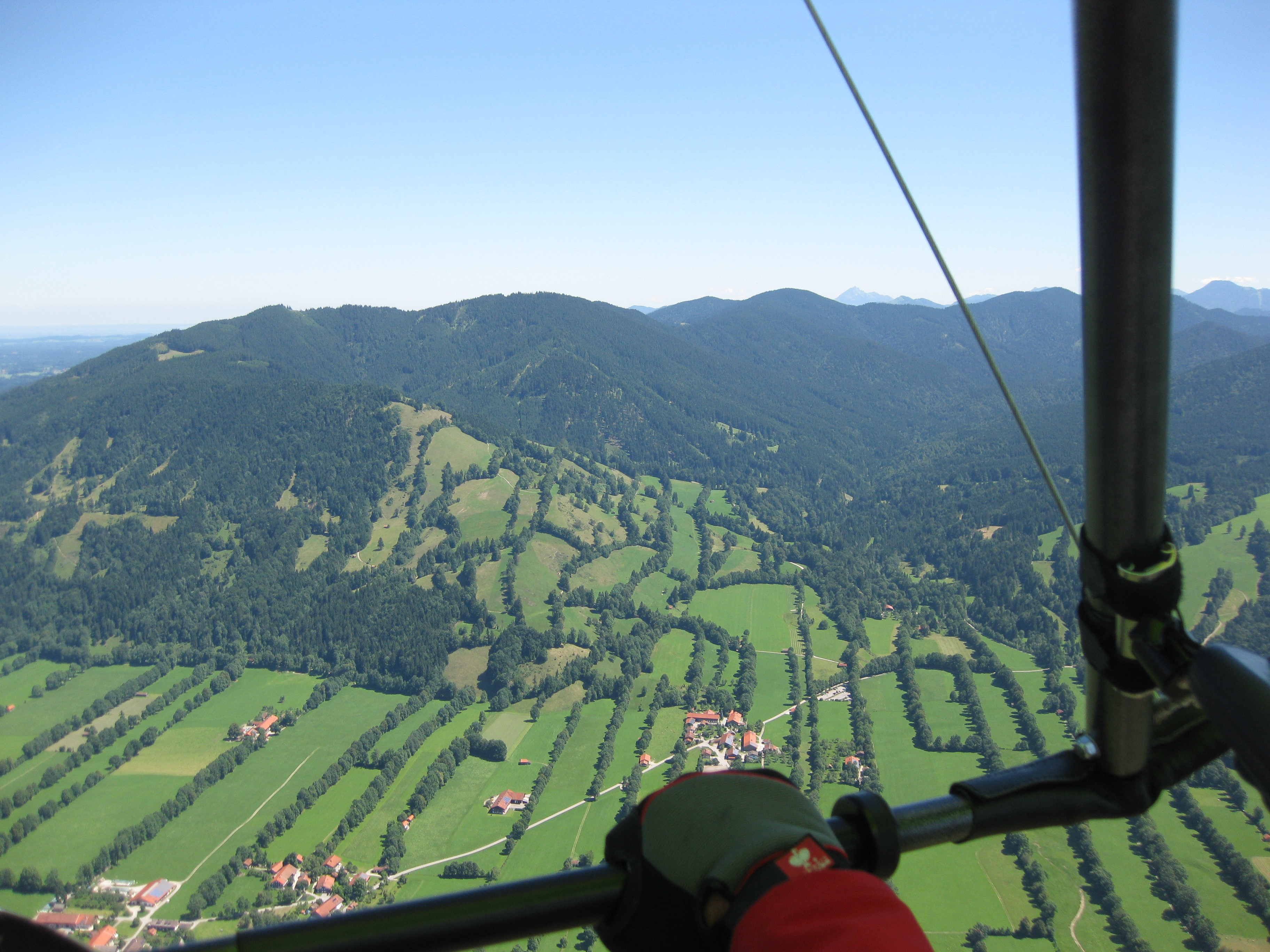
Bocage en lanières, Bavière. Le bocage en bandes parallèles est apprécié des agriculteurs car il ne constitue qu'un moindre obstacle à la mécanisation.

À la fin du XIXe siècle, le maillage dans les pays de bocage se resserre : beaucoup de fermiers et métayers, locataires des grandes exploitations domaniales, acquièrent des biens de petite taille, qu'ils exploitent directement ou en location familiale, borderies partagées à chaque génération par leurs héritiers.

### Le bouleversement européen contemporain

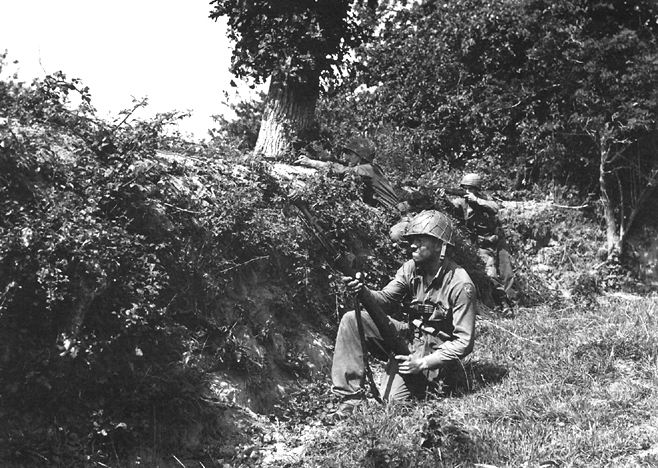
Soldat américain derrière un talus pendant la bataille des Haies, Normandie, 1944.

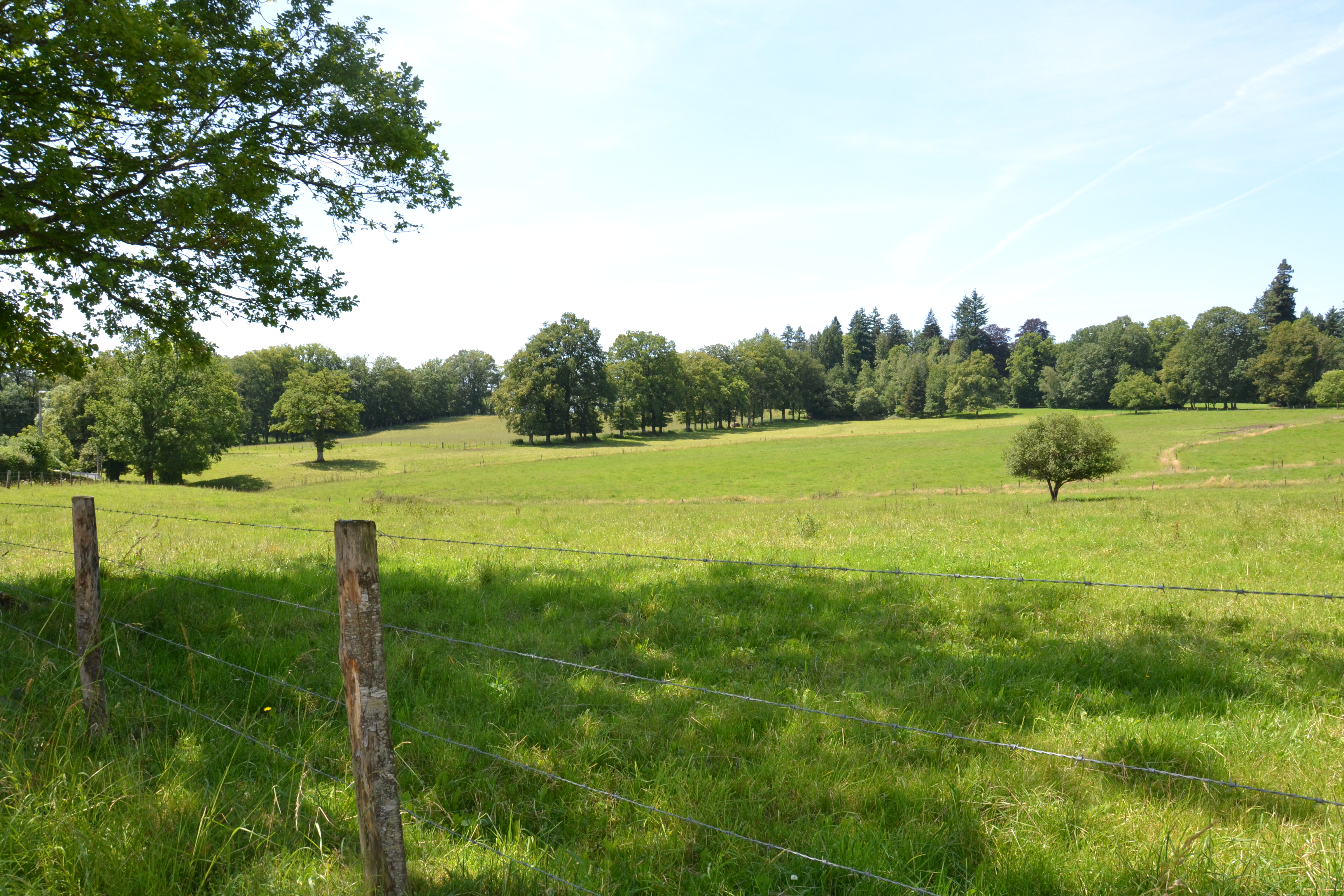
Haies relictuelles, arbres isolés, grandes surfaces herbagères et haies vives remplacées par des clôtures : les éléments du semi-bocage limousin (ou « campagne-parc »).

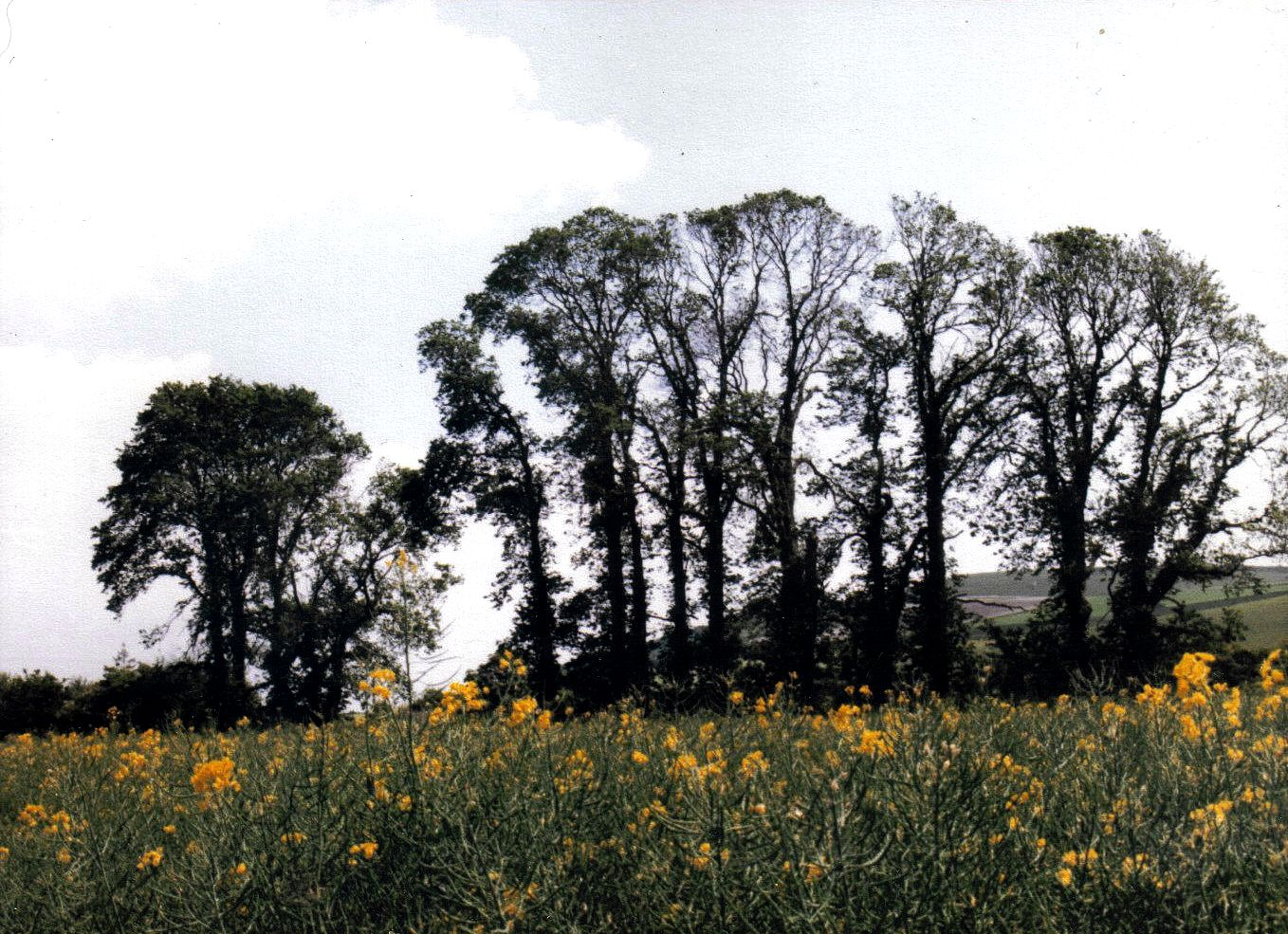
Haie relictuelle d'orme, arbre vigoureux et rustique décimé par la graphiose.

À l'époque contemporaine, avec la croissance de la mécanisation et l'arrivée de l'agriculture intensive, le bocage de l'Europe est bouleversé. La haie, les talus et le réseau hydraulique de fossés et mares associés, trois éléments qui se complètent pour créer les bocages les plus riches et écologiquement les plus stables sont également menacés par les mêmes causes : l'apparition des tracteurs et des grandes machines agricoles, et le besoin de parcelles de plus en plus grandes.
Les haies, encombrantes, sont détruites par les agriculteurs à la suite des remembrements. On souhaite de larges passages, les chemins et fossés sont agrandis, mis en culture ou laissés à l'abandon. La haie perd son caractère juridique propre.
On estime que 70 % des haies présentes en France à l'apogée du bocage vers 1860, soit environ 1,4 million de km (2 millions de km selon d'autres estimations), ont disparu.
À la suite de ces bouleversements, la gestion de l'eau s'en est trouvée bouleversée. Les destructions sont soupçonnées d'être à l'origine d'inondations et de sécheresses plus fréquentes et exacerbées, de pullulations d'insectes dits « nuisibles », de dégradation des sols et pollution de l'eau par le ruissellement et l'érosion. Parfois, les seules haies conservées sont dirigées dans le sens des pentes. La reconstruction est localement subventionnée, par exemple par les mesures agroenvironnementales, permettant la restauration des écosystèmes particuliers qu'abritent les haies (« rembocagement »).

### Une régression rapide en France

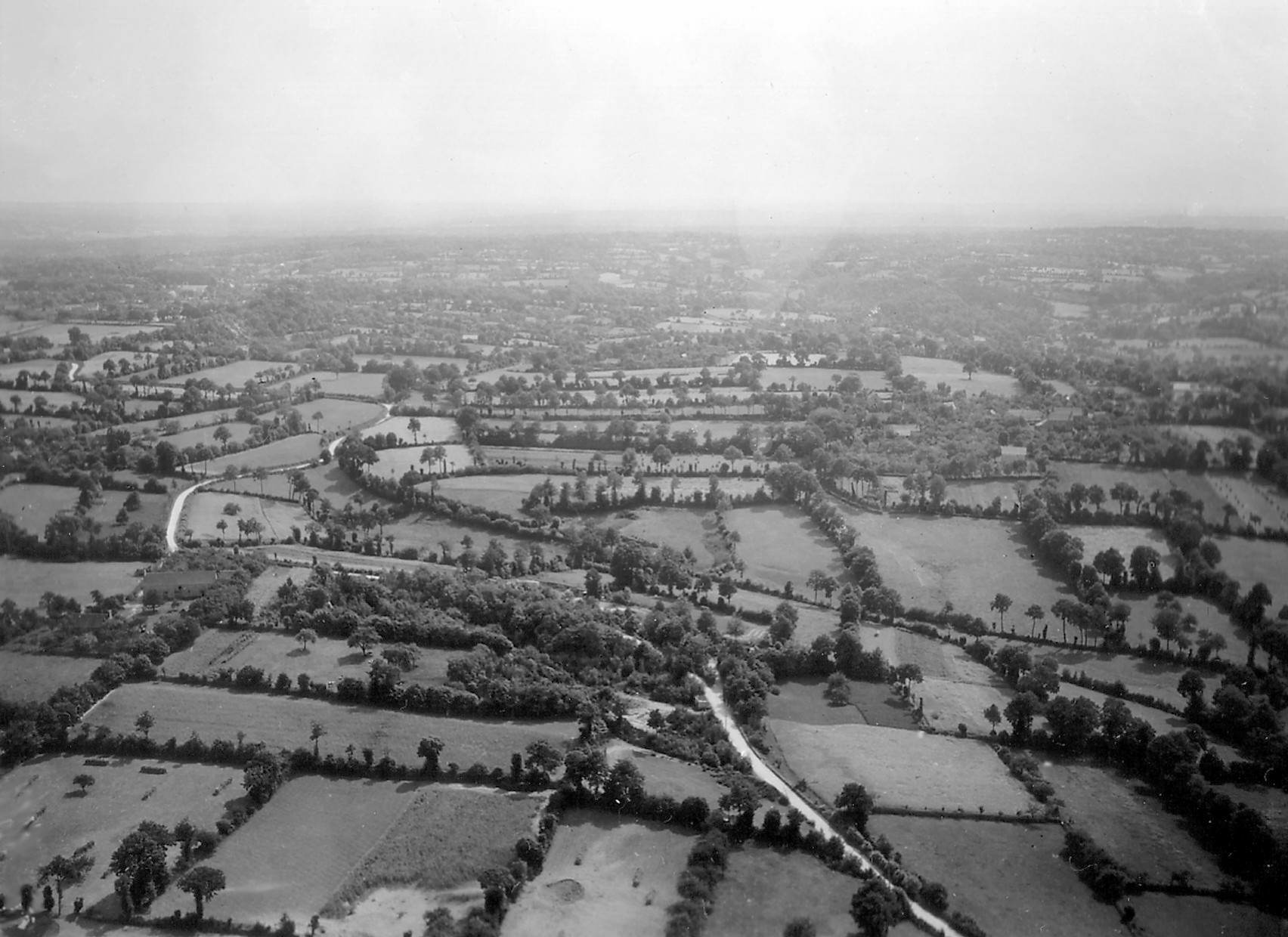
Le bocage traditionnel (ici du Cotentin, en France, vers 1945) offrait un compromis intéressant entre protection et exploitation des sols et des agro- et éco-systèmes. Souvent associé à la culture de fruitiers et à l’élevage laitier, il permettait des systèmes polyculture-élevages autonomes et résilients, fonctionnant en boucle fermée, c’est-à-dire sans intrants, et sans déchets.

Dans les années 1860 à 1970, le bocage a régressé ou disparu sur une grande partie de son aire antérieure :
- on estime à 40 000 km les haies détruites dans le seul département du Finistère
- ce sont 2 millions de km de haies, pour l'ensemble de la France, et ceci non sans conséquences.

De nombreuses régions connaissent désormais des structures dites de bocage altéré ou « semi-bocage » (comme en Charente et en Limousin). Ce paysage agraire à embocagement imparfait mêle des enclos à dominante herbagère et des openfield de labours.
Dans les années 1960 à 1990, les grands remembrements faits en France achèvent de détruire une grande partie du réseau bocager. S'ajoutent à cette catastrophe écologique, les effets des techniques « modernes « (fil barbelé puis électrique, chauffage au fuel, élevage privilégiant l'ensilage au pâturage, développement du drainage et des réseaux de transport, déconnexion des modes de vie et évolution de la PAC en 1992 sont autant de facteurs qui ont contribué à la diminution des intérêts directs des haies) et de l'épidémie de graphiose de l'orme qui tue presque tous les grands ormes de France, autrefois très présents dans le bocage. À titre d'exemple, en Bretagne, on estime que le linéaire bocager a chuté à environ 74 000 km en 1971, 24 000 km en 1980 et 26 000 km en 1996.
Cependant, avec le développement de l'agriculture biologique et l'action d'enseignants et vulgarisateurs comme l'agronome Dominique Soltner l'intérêt pour le bocage et les haies vives connaît un renouveau à partir des années 1970 au moins dans les régions d'élevage.
Dans les années 1990 à 2010, la vitesse et l’ampleur de la régression ont diminué. Mais le recul s’est poursuivi, avec une perte estimée d’environ 1 000 km de haies par an de 1996 à 2009, soit 16 000 km supplémentaires perdus en 13 ans ; et ceci malgré les opérations de restauration de bocage. Par exemple, 760 km de haies ont été replantées avec l’aide du Conseil général du Finistère de 1991 à 2009. Des associations, par exemple « Terres et bocages », militent aussi pour la création de nouvelles haies bocagères.
Depuis avril 2015, le maintien des mares, bosquets et haies fait partie des bonnes conditions agricoles et environnementales (BCAE), qui conditionnent les aides de la politique agricole commune.

### Le dispositif national de suivi des bocages en France
En 2017, l'Office français de la biodiversité (OFB) et l’Institut national de l’information géographique et forestière (IGN) se sont associés pour initier un ambitieux projet de suivi qualitatif et quantitatif des bocages en France. En effet, la dernière carte des bocages de France datait des années 1960. Quelques études locales de description et de suivi du bocage avait ensuite été entreprises en utilisant des protocoles hétérogènes, ce qui ne permettait pas notamment d'agréger leur contenu. Dans le cadre de ce projet, les territoires bocagers ont été dans un premier temps  identifiés et caractérisés pour la période 2019-2020. Un protocole national de relevé qualitatif des haies a ensuite été développé en 2020. "Il intègre de nombreuses variables :  épaisseur, présence de bande enherbée, de bois mort, de lianes, micros-habitats, diversité d’essences, état sanitaire des végétaux, etc". Les relevés de terrain sont en cours depuis 2021, selon deux types de protocoles : l'un plus scientifique destiné aux professionnels et l'autre plus simplifié pour le grand public. Pour les porteurs du projet, "cette connaissance est un prérequis indispensable à un suivi dans le temps de l’évolution des haies et du bocage, désormais protégés par plusieurs politiques publiques dont la Politique agricole commune, mais aussi certains documents d’urbanisme ou les politiques liées à la gestion de l’eau". Les données issues du dispositif de suivi des bocages seront en accès libre et gratuit pour des usages variées : par exemple, constitution de documents d’urbanisme, études en écologie, évaluation des politiques publiques.

## Services écosystémiques

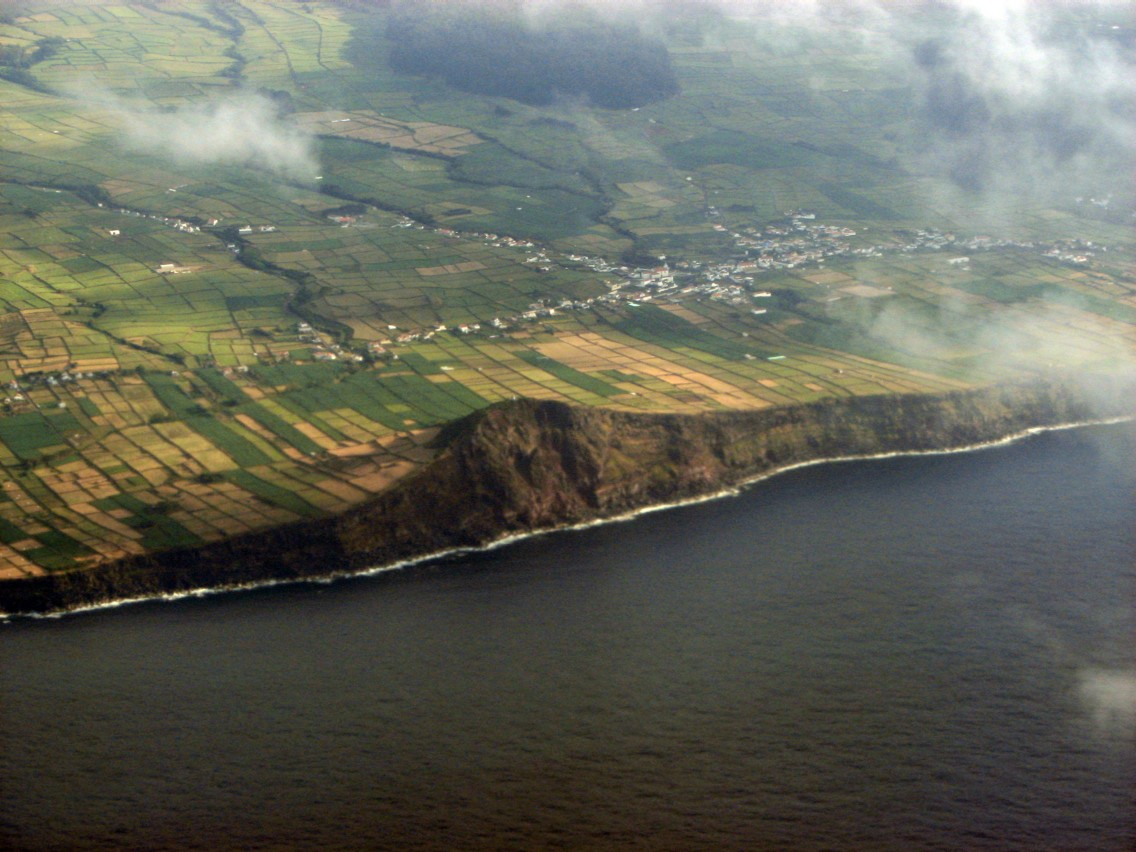
Mélange d'un bocage très géométrique et de haies-ripisylves ou galeries le long des cours d'eau (île des Açores)

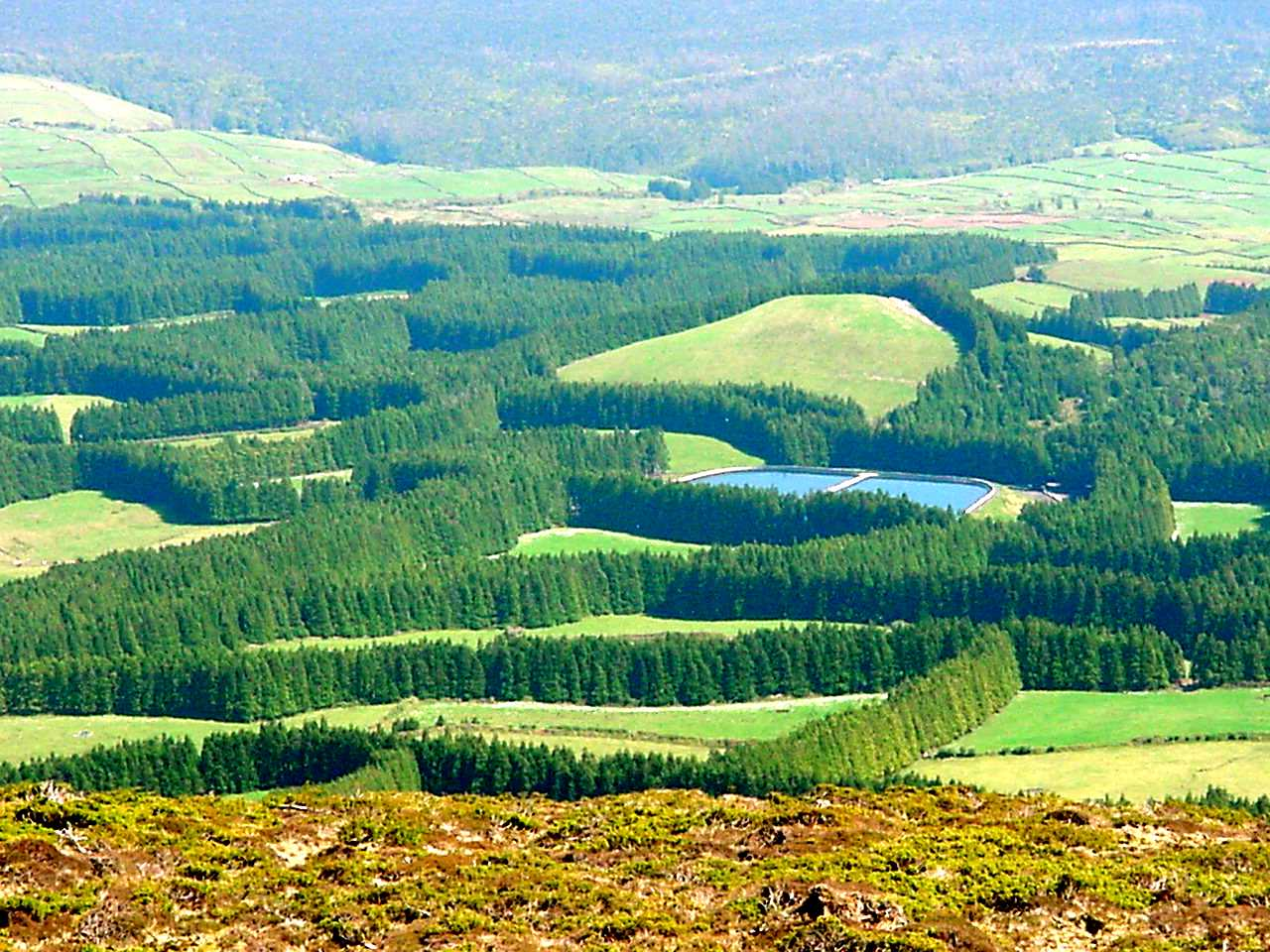
Exemple de néobocage monospécifique et très artificiel (Açores, Portugal)

### Évaluation quantitatives et qualitative d'un bocage
Mesurer la qualité et la quantité d'une haie ou d'un réseau de haies est une opération difficile.
- État quantitatif : Aux échelles locales, il peut être évalué sur le terrain par la mesure du nombre moyen d'arbre et buissons, de la hauteur de ces arbres ou buissons, du diamètre moyen des troncs, de la  surface terrière, de la biomasse végétale, etc. 
Des indices de biomasse et des indices de linéaires (km de haies) peuvent être établis aux échelles paysagères et régionales par analyse de photos aériennes. Mais les résultats de différentes campagnes de mesure sont parfois difficilement comparables. 
Certaines évaluations différencient les haies vives des haies basses, et Les photos prises en hiver peuvent faire sous-estimer le linéaire ou la biomasse alors que celles prises en été peuvent le faire surestimer. 
Ainsi, selon le projet interreg ARCH de cartographie transfrontalière des habitats naturels[47] le Nord-Pas-de-Calais abritait en 2009  27 871 km de haies vives, haies basses, et alignements, surtout concentrés dans l'Avesnois et le Boulonnais. Mais d'autres calculs faits pour des régions plus bocagères donnent des chiffres inférieurs, car n'ayant comptabilisé que les haies vives (qui concentrent l'essentiel de la biomasse).
- État qualitatif : Il est lié à la diversité des essences, à leur autochtonie, à la richesse écologique des essences d'accompagnement, des ourlets, de la strate herbacée, à la santé et résilience des haies. 
Il est aussi lié aux services écosystémiques rendus par le bocage, en particulier à ses fonctions de corridors biologiques et d'abri pour de nombreuses espèces (services qui sont bien mieux remplis par un bocage ancien bien conservé que par un néobocage)[48]. Des protocoles de qualification des haies sont en cours de déploiements en France dans le cadre d'un projet conjoint OFB et IGN[46]. 
Bien qu'il ne s'agisse pas de bocage stricto sensu, très localement, quelques vieilles haies patrimoniales pourraient descendre de la forêt préhistorique (notamment par le développement d'alignements forestiers autour des clairières de défrichement). Ce semble aussi être le cas des haies-frontières telles que la (haie d'Avesnes par exemple en Thiérache)[49]. Le terme de « haie » désigne alors un boisement linéaire, de très grande surface, non une haie au sens actuel du terme. Ces haies ont une valeur de conservatoire naturel, génétique notamment, d'autant qu'elles sont souvent restées connectées à une structure bocagère jouant probablement vis-à-vis de ces dernières le rôle d'un cœur d'habitat ou tout au moins d'un réservoir de biodiversité et de propagules. Mais les écosystèmes ayant une forte inertie, la biodiversité dépend aussi fortement de l'âge des boisements et de l'ancienneté des structures bocagères[50].

Pour ces deux thèmes, il est en outre nécessaire de relativiser et pondérer les chiffres au regard du contexte biogéographique et climatiques, ainsi que des enjeux écopaysagers et agro-sylvicoles.

### Valeurs agroécologiques
- Les haies bocagères participent à la biodiversité du site, par l'effet intersection du réseau maillé et l'effet corridor (démontré chez les insectes, les batraciens, les oiseaux, les micromammifères et les plantes)[51]. « Championnes de la biodiversité en milieu agricole » selon l'Office français de la biodiversité[52], elles peuvent accueillir quand elles sont bien gérées, jusqu'à 15 espèces de reptiles-amphibiens, 35 espèces de mammifères (dont 8 espèces de chauves-souris), 80 espèces d'oiseaux, 60 espèces d'araignées, 100 espèces d'insectes ou 600 espèces végétales[53],[54].
- Elles contribuent aussi à la lutte contre la prolifération des adventices par une réduction de la dissémination de leurs graines entre parcelles (effet d'obstacle mécanique) et du développement de leurs organes végétatifs autotrophes (effet d'obstacle édaphique et végétal par concurrence)[55].
- Elles participent également à la défense des cultures par leur rôle de réservoir de prédateurs (passereaux insectivores, musaraignes, arthropodes…), de parasites et de parasitoïdes qui limitent les effets des ravageurs animaux[56].
- Le bocage est idéalement adapté à la production fourragère et à l'élevage en pâturages, et offre également des ressources fruitières, en gibier et en champignons bien plus importantes que dans le cas de l'openfield.
- Une meilleure rétention et protection de l'eau ainsi qu'une forte limitation de l'érosion agricole[57] sont d'autres aspects remarquables du paysage bocager. En occident, quand elles ont été constituées, les parcelles encadrées de haies, talus et/ou murets et fossés ont contribué à conserver des rivières claires et pures où saumons et truites de mer sont longtemps restés abondants.
  - Lors de la saison humide, le fossé draine les sols. Le talus bloque le ruissellement, et donc la détérioration ou la destruction de la terre cultivable. En Bretagne, dans bien des cas, les fossés sont suffisamment larges pour former des chemins creux.
  - Lors de la saison sèche, le fossé hydrate le sol, et donc augmente le rendement de la production agricole.
- C'est un paysage dans lequel on ne constate pas ou peu d'invasions ou de pullulations biologiques, car les haies abritent de nombreux animaux régulateurs des insectes.
- La haie a un rôle de protection microclimatique : elle augmente la température, diminue l'évapotranspiration et limite les effets des intempéries (vent, pluie, froid, gel, neige, etc.) avec un effet brise-vent marqué[note 15] et en limite les effets négatifs : « feuilles arrachées ou lacérées, fruits abîmés ou tombés, verse des cultures, fécondation perturbée (un vent sec et violent peut dessécher le style des fleurs ; des particules fines entraînées par le vent peuvent se fixer sur les pistils et avoir un effet stérilisant pour les fleurs ; le pollen peut être emporté assez loin par le vent et la pollinisation est alors réduite[26] ».
- La haie sert de refuge au bétail lors des épisodes climatiques extrêmes (vents forts, neige, chaleur…)[59].
- Elle abrite souvent des arbres fruitiers, qui complètent la production des champs.
- Le bocage demande cependant un entretien constant. Ainsi, talus et murets doivent être réparés, les haies doivent être taillées et restaurées là où le temps ou le bétail les ont dégradées.

En outre, la protection contre le vent et le soleil, si avantageuse en été, peut augmenter le nombre de jours de gel, tout en atténuant les chocs climatiques. Cet entretien était en quelque sorte compensé par la production de bois de chauffage, d'œuvre et de fourrage, qui ne sont aujourd'hui plus attrayants pour les agriculteurs et nécessitent souvent d'être brûlés sur place. La valorisation des branchages pour le bois raméal fragmenté (BRF) et les plaquettes forestières est cependant en train de redonner un intérêt économique grandissant à ces sous-produits.

### Source de matériaux
La haie permet aussi, dans les économies moins ouvertes, un apport de repousses servant au fourrage du bétail, de fagots destinés à la cuisson ou à la vannerie, de bois de chauffage, bois d'œuvre, ou fournissant des perches. Le frêne commun est ainsi réputé pour ses usages en ébénisterie, manches d’outils, aviron, sabot. L'alisier torminal est utilisé en lutherie, tournerie, pour des pièces mécaniques ou des instruments de précision. L'aulne glutineux est employé en ébénisterie, tournerie, bardage. Contrairement à une idée reçue, l'essentiel de la production de bois issu des haies ne servait pas à construire, réparer ou chauffer l'habitat, mais à fournir les énormes quantités de fagot nécessaires à la cuisson du pain. En résumé, « le bocage est un réel magasin à ciel ouvert ».
La productivité en bois du bocage varie beaucoup selon le contexte édaphique (types de sols et de micro-climat), mais aussi selon les essences, et selon l'âge des arbres et leur type d'entretien. Si la grande forêt préhistorique a depuis longtemps disparu des régions bocagères, certains arbres restants du bocage (ormes, chênes) étaient régulièrement émondés. Ils produisaient des troncs rectilignes particulièrement durs et résistants, qu'on a notamment utilisés comme poutres et pour les charpentes de ces régions où ils se sont généralement bien conservés sans pesticides ni traitements.
La cueillette peut donner lieu à des créations de vannerie sauvage ou de jeux buissonniers :  « banjo » avec des feuilles de Grand plantain, « musique verte » (hautbois de pissenlit, sifflets d'herbe, de feuille ou de fruit, flûte à bec, mirliton ou kazoo, appeaux, rhombe avec une planchette d'écorce et une cordelette, feuille de houx tournoyant, flûte de Pan, crécelle de Chardon, claquoirs, cuillers de noix),,.

### Autres services écosystémiques

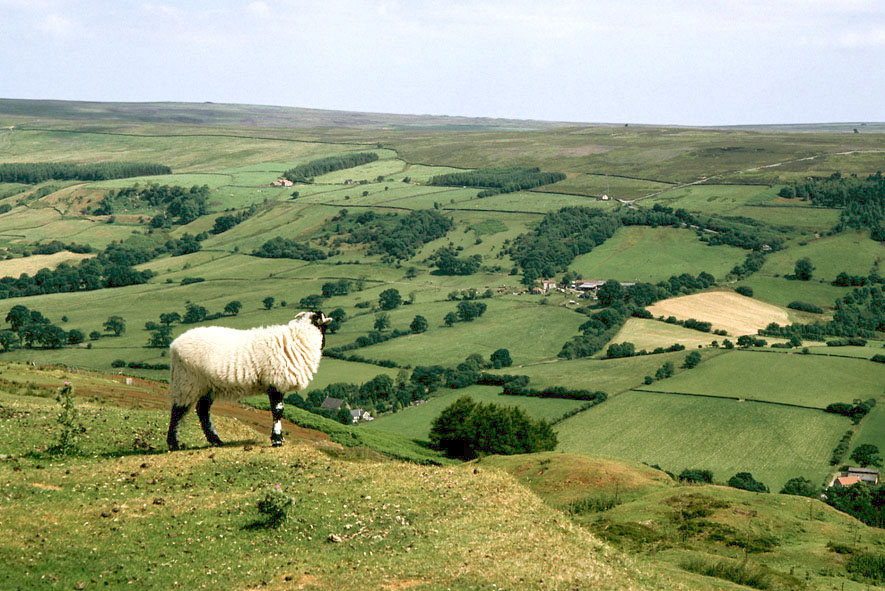
Dans ce paysage de bocage ancien anglais, certaines des haies naturelles séparant des parcelles agraires, ont été attaquées par les machines agricoles. Elles sont devenues peu denses et discontinues.
North York Moors, Angleterre.

Les autres services écosystémiques rendus par les bocages sont nombreux (services d'approvisionnement, de régulation, socioculturels).
Le bocage ancien est une sorte de « forêt linéaire » densément maillée qui a su préserver des reliques de la forêt antique ou préhistorique (on parle souvent dans ces cas de haies patrimoniales). Il a offert durant des siècles aux espèces écotoniales des lisières et clairières et aux petites espèces forestières un « habitat de substitution ».
C'est un écosystème particulièrement résilient où les pullulations (de rats, souris, limaces, insectes et autres parasites des cultures ou animaux d'élevages) sont étouffées dès leur origine par leurs prédateurs toujours présents dans le refuge permanent que constitue pour eux le réseau de haies. On connaît une exception ; la maladie des ormes (graphiose, véhiculée par un scolyte), qui a fait disparaître des millions de ces arbres à la fin du XXe siècle, peut-être aussi en raison du fait d'une certaine homogénéité génétique des ormes plantés dans le bocage pour produire du bois de charpente.
Au niveau socioculturel, le bocage est un facteur esthétique et identitaire du paysage. Il contribue à l’attachement des habitants à leur territoire qui peuvent en faire même un critère sélectif d'installation. La destruction progressive du bocage traditionnel, en lien avec l'agrandissement des exploitations, entraîne une banalisation du paysage et des risques environnementaux. Le maillage bocager permet le maintien des chemins de randonnée et participe à l’attrait touristique du territoire. La haie bocagère structure le territoire en soulignant les axes et les limites de parcelles, aidant à la lecture d’un paysage.
Le bocage est dans tous les cas un élément important du réseau écologique local. À cet effet, il peut prétendre à certaines aides :
- Le bocage est éligible à  certains écosociolabels tels que le FSC.
- Dans certains pays, il peut faire l'objet de protection en tant que corridor biologique ou en tant que élément patrimonial paysager (cadre de la Trame verte).
- Enfin en France, la loi paysage permet le classement de haies pour leur protection.

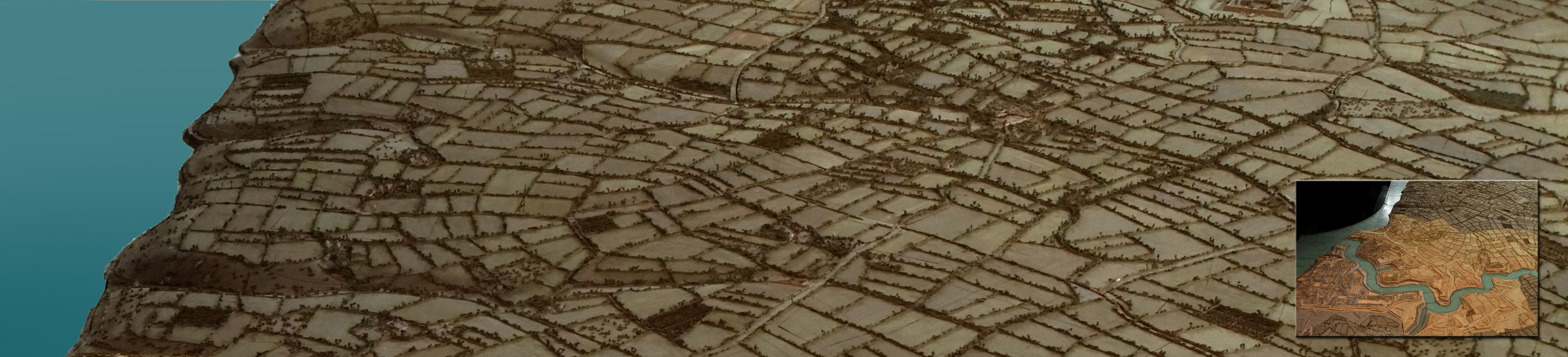
L'ancien bocage périurbain de Brest, juste derrière les fortifications de la ville, tel qu'il existait encore en 1811, selon le Plan-relief (visible sur la vignette en bas à droite) réalisé de 1807 à 1811 à l'Échelle 1/600e).

## Valeur énergétique
Enfin, depuis qu'il existe, le bocage est une source de bois de feu et de fagots qui est encore promue par les parcs naturels régionaux bocagers. Ainsi dans les Côtes-d’Armor, depuis le début des années 2000, une société coopérative d'intérêt collectif récolte pour des chaudières et réseaux de chaleur du bois issu de bosquets et bocages bretons ou en replantant des haies et en produisant du bois de paillage et du BRF. Avec 3 000 tonnes de bois, elle alimente une dizaine de chaufferies à 30 kilomètres à la ronde. Les communes desservies ont une énergie de chauffage à 4 centimes d'€/kWh, contre 8 pour le gaz.

## La réhabilitation du bocage
Des programmes de restauration ou de recréation du bocage sont désormais entrepris, par exemple en Bretagne (projet "Breiz Bocage") : par exemple dans le Pays fouesnantais un programme de création de 5 km de haies par an est entrepris depuis 2024.